# ピタゴラスイッチ
『ピタゴラスイッチ』は、2002年4月9日（「ミニ」は4月1日）から、NHK教育→NHK Eテレで放送されている、幼児向けの教育番組。
国際的な放送番組のコンテストである日本賞（教育・教養番組）総務大臣賞、プリ・ジュネス（子供・青少年向けテレビ番組）最優秀賞を受賞した。

## 概要
何気ない日常に隠れている不思議な構造や面白い考え方、法則があり、いろいろな事象や仕掛けなどのコーナーを通して「なるほど！」を紹介することで、子供たちの「考え方」を育成することをテーマにした番組。
サブタイトルは前半の人形劇のテーマで、車だん吉や井上順らが声優として出演している。内容の大部分は後半に放送するいくつかの小さなコーナーで占められる。
2006年にモバイルサイトが開設され、着信メロディなどがダウンロードできるようになった。2007年度から2010年度までは土曜日にアンコール放送が実施された（後述）。
番組名の由来は、日常生活の法則や定理を古代ギリシアの数学者「ピタゴラス」の定理になぞらえ発想する「スイッチ」を合わせた造語。
通常版では、おおむね前半部では人形劇「きょうのトピック」または「地下ゴラスイッチ」、後半部では文房具などを使って、面白い道を作ってボールをゴールまで転がす「ピタゴラ装置」やその他のコーナーを数本放送する構成が取られている。
スペシャル版では、人形劇のキャラクターによる進行のもと、あるいは人形劇自体を休止した上でミニコーナーの総集編や従来のコーナー・歌にちなんだ特集などを放送するケースがある。
監修（総合指導）は佐藤雅彦と内野真澄。佐藤雅彦が過去に制作した作品や、慶應義塾大学佐藤雅彦研究室（以下、佐藤研。佐藤は2005年度まで在籍）の学生がワークショップで作った作品が採用されている。近年では、佐藤研の卒業生からなるクリエイティブ・グループ「ユーフラテス」もコーナーの企画・制作に携わっている。
これらの作品は当番組のほか、書籍『ねっとのおやつ』（文庫版タイトル『四国はどこまで入れ替え可能か』）『任意の点P』などでも紹介されている。
各コーナーの映像は、かつてNHKで放送した『NHKニュース』『NHK高校講座』スポーツ中継などや模したものを用い、アテネ夏季五輪やソルトレークシティ冬季五輪などオリンピック映像も用いる。
通常版のほか、ミニコーナーや歌のコーナーを5分間に再編集した『ピタゴラスイッチ ミニ』がある（最初のタイトルロゴで「ミニ」と書かれた四角い体の虫が横切る演出がある）。2015年度から通常版・ミニとも字幕放送に対応している。
NHK国際放送のチャンネルであるNHKワールド・プレミアムでは、当番組「PythagoraSwitch」と、ミニの「PythagoraSwitch mini」が放映されている。
2015年度からミニの番組を再編集し、英語吹き替え・英語字幕を付与した「PythagoraSwitch mini」が、ネット配信を含む「NHK国際放送 NHKワールド」で放送されている。英語吹き替え版は番組のタイトルコールが日本のものとは異なる。
番組開始時は4:3標準画質映像で製作して放送したが、2010年度からハイビジョン制作となる。従来の4:3の映像を放送する場合は、画面左右の両端にサイドパネルを入れて放送する。ミニではその後も4:3で放送されることがあり、16:9HDの映像も4:3HDで放送される。
ブラジルでViva Pitágorasと過去に吹き替えされたものも放映された。エンディングには貴重などうぶつ装置が使われた。

## 放送時間

### 現在の放送時間
- 2025年度[8]
  - 月曜日 - 金曜日 6時45分 - 6時55分
  - 月曜日 - 木曜日 18時40分 - 18時50分

### 15分版時代（2020年度まで）の放送時間

#### レギュラー放送
| 期間                | 本放送               | 再放送               |
| ------------------- | -------------------- | -------------------- |
| 2002年度 - 2008年度 | 水曜日 10:30 - 10:45 | 火曜日 9:15 - 9:30   |
| 2009年度            | 水曜日 10:30 - 10:45 | （再放送なし）       |
| 2010年度            | 水曜日 10:30 - 10:45 | 火曜日 9:15 - 9:30   |
| 2011年度（上半期）  | 土曜日 17:35 - 17:50 | 月曜日 15:45 - 16:00 |
| 2011年度（下半期）  | 金曜日 17:25 - 17:40 | 月曜日 15:45 - 16:00 |
| 2012年度 - 2014年度 | 土曜日 7:45 - 8:00   | 月曜日 15:45 - 16:00 |
| 2015年度・2016年度  | 土曜日 7:45 - 8:00   | （再放送なし）       |
| 2017年度 - 2020年度 | 土曜日 7:45 - 8:00   | 月曜日 15:45 - 16:00 |

#### アンコール放送
| 期間                | 本放送               | 再放送               |
| ------------------- | -------------------- | -------------------- |
| 2007年度            | 土曜日 17:25 - 17:40 | （再放送なし）       |
| 2008年度 - 2010年度 | 土曜日 7:00 - 7:15   | 土曜日 17:35 - 17:50 |

### 放送時間の推移
| 期間          | 期間          | 放送時間（日本標準時）    | 放送時間（日本標準時） | 放送時間（日本標準時） | 放送時間（日本標準時） | 放送時間（日本標準時） | 放送時間（日本標準時） | 期間          | 期間          |              |              |              |               |
| 期間          | 期間          | 月                        | 火                     | 水                     | 木                     | 金                     | 土                     | 期間          | 期間          |              |              |              |               |
| ------------- | ------------- | ------------------------- | ---------------------- | ---------------------- | ---------------------- | ---------------------- | ---------------------- | ------------- | ------------- | ------------ | ------------ | ------------ | ------------- |
| 期間          | 期間          | 2002年4月9日              | 2007年3月28日          | （放送なし）           | 9:15 - 9:30            | 10:30 - 10:45          | （放送なし）           | 期間          | 期間          | （放送なし） | （放送なし） | 2002年4月9日 | 2007年3月28日 |
| 2007年4月3日  | 2008年3月29日 | 17:25 - 17:40             | 2007年4月3日           | （放送なし）           | 9:15 - 9:30            | 10:30 - 10:45          | （放送なし）           | 2008年3月29日 |               | （放送なし） |              |              |               |
| 2008年4月1日  | 2009年3月28日 | 7:00 - 7:15 17:35 - 17:50 | 2008年4月1日           | （放送なし）           | 9:15 - 9:30            | 10:30 - 10:45          | （放送なし）           | 2009年3月28日 |               | （放送なし） |              |              |               |
| 2009年4月1日  | 2010年4月3日  | 7:00 - 7:15 17:35 - 17:50 | （放送なし）           | （放送なし）           | 2009年4月1日           | 10:30 - 10:45          | （放送なし）           | 2010年4月3日  |               | （放送なし） |              |              |               |
| 2010年4月6日  | 2011年3月26日 | 7:00 - 7:15 17:35 - 17:50 | 9:15 - 9:30            | （放送なし）           | 2010年4月6日           | 10:30 - 10:45          | （放送なし）           | 2011年3月26日 |               | （放送なし） |              |              |               |
| 2011年4月2日  | 2011年9月24日 | 15:45 - 16:00             | （放送なし）           | （放送なし）           | （放送なし）           | （放送なし）           | 17:35 - 17:50          | 2011年4月2日  | 2011年9月24日 |              |              |              |               |
| 2011年9月26日 | 2012年3月30日 | 15:45 - 16:00             | （放送なし）           | （放送なし）           | （放送なし）           | 17:25 - 17:40          | （放送なし）           | 2011年9月26日 | 2012年3月30日 |              |              |              |               |
| 2012年4月2日  | 2015年3月30日 | 15:45 - 16:00             | （放送なし）           | （放送なし）           | （放送なし）           | （放送なし）           | 7:45 - 8:00            | 2012年4月2日  | 2015年3月30日 |              |              |              |               |
| 2015年4月4日  | 2017年4月1日  | （放送なし）              | （放送なし）           | （放送なし）           | （放送なし）           | （放送なし）           | 7:45 - 8:00            | 2015年4月4日  | 2017年4月1日  |              |              |              |               |
| 2017年4月3日  | 2021年3月27日 | 15:45 - 16:00             | （放送なし）           | （放送なし）           | （放送なし）           | （放送なし）           | 7:45 - 8:00            | 2017年4月3日  | 2021年3月27日 |              |              |              |               |
| 2021年4月1日  | 2021年7月19日 | （放送なし）              | （放送なし）           | （放送なし）           | 8:35 - 8:45            | 8:35 - 8:45            | 7:35 - 7:45            | 2021年4月1日  | 2021年7月19日 |              |              |              |               |
| 2021年4月1日  | 2021年7月19日 | 15:45 - 15:55             | （放送なし）           | （放送なし）           | （放送なし）           | 13:50 - 14:00          | 7:35 - 7:45            | 2021年4月1日  | 2021年7月19日 |              |              |              |               |
| 2021年7月20日 | 2022年4月2日  | 8:35 - 8:45               | 8:35 - 8:45            | 8:35 - 8:45            | 8:35 - 8:45            | 8:35 - 8:45            | 7:35 - 7:45            | 2021年7月20日 | 2022年4月2日  |              |              |              |               |
| 2021年7月20日 | 2022年4月2日  | 15:45 - 15:55             | （放送なし）           | （放送なし）           | （放送なし）           | 13:50 - 14:00          | 7:35 - 7:45            | 2021年7月20日 | 2022年4月2日  |              |              |              |               |
| 2021年7月20日 | 2022年4月2日  | 15:45 - 15:55             | （放送なし）           | （放送なし）           | （放送なし）           | 23:45 - 23:55          | 7:35 - 7:45            | 2021年7月20日 | 2022年4月2日  |              |              |              |               |
| 2022年4月4日  | 2023年4月1日  | （放送なし）              | （放送なし）           | 8:35 - 8:45            | 8:35 - 8:45            | 8:35 - 8:45            | 7:35 - 7:45            | 2022年4月4日  | 2023年4月1日  |              |              |              |               |
| 2022年4月4日  | 2023年4月1日  | 18:40 - 18:50             | 18:40 - 18:50          | 18:40 - 18:50          | （放送なし）           | （放送なし）           | 7:35 - 7:45            | 2022年4月4日  | 2023年4月1日  |              |              |              |               |
| 2023年4月3日  | 2024年3月23日 | 18:40 - 18:50             | 18:40 - 18:50          | 18:40 - 18:50          | 8:35 - 8:45            | 8:35 - 8:45            | 7:10 - 7:20            | 2023年4月3日  | 2024年3月23日 |              |              |              |               |
| 2024年3月25日 | 2025年3月29日 | （放送なし）              | （放送なし）           | （放送なし）           | 8:35 - 8:45            | 8:35 - 8:45            | 7:10 - 7:20            | 2024年3月25日 | 2025年3月29日 |              |              |              |               |
| 2024年3月25日 | 2025年3月29日 | 18:40 - 18:50             | 18:40 - 18:50          | 18:40 - 18:50          | 18:40 - 18:50          | （放送なし）           | 7:10 - 7:20            | 2024年3月25日 | 2025年3月29日 |              |              |              |               |
| 2025年3月31日 | 現在          | 6:45 - 6:55               | 6:45 - 6:55            | 6:45 - 6:55            | 6:45 - 6:55            | 6:45 - 6:55            | （放送なし）           | 2025年3月31日 | 現在          |              |              |              |               |
| 2025年3月31日 | 現在          | 18:40 - 18:50             | 18:40 - 18:50          | 18:40 - 18:50          | 18:40 - 18:50          | （放送なし）           | （放送なし）           | 2025年3月31日 | 現在          |              |              |              |               |

- 2010年度までは学校放送枠で水曜日の10時30分 - 10時45分に放送されたが、2011年度からは幼稚園・保育所の時間枠廃止に伴いEテレキッズに併合。同年度上半期は土曜日の17時35分 - 17時50分に放送された[10]。
- 2011年度下半期は金曜日の17時25分 - 17時40分、2012年度から2020年度までは土曜日の7時45分 - 8時に放送された（#レギュラー放送を参照）。
- 2021年度から放送時間が15分間から10分間に縮小された[11]。
  - 『デザインあ』が小山田圭吾の不祥事により休止となり、2021年7月20日から2022年3月16日までの月曜日 - 水曜日の朝（放送時間は木曜日・金曜日と同じ）と金曜日の23時45分 - 23時55分の放送を追加。月曜日 - 土曜日の週6回放送した[12]。

## 放送リスト

### 2002年度
| 回数 | タイトル                     | 放送日   |
| ---- | ---------------------------- | -------- |
| 1    | なぜおなじかたち？           | 4月9日   |
| 2    | はこがぺったんこ？           | 4月24日  |
| 3    | 水もお湯も同じもの？         | 5月8日   |
| 4    | かぜがみえる？               | 5月22日  |
| 5    | いろんなかぞえかた？         | 6月5日   |
| 6    | くるくるまわる!              | 6月19日  |
| 7    | みかたをかえてみる           | 8月3日   |
| 8    | えになるてんてん？           | 8月27日  |
| 9    | しるしでわかる？             | 9月11日  |
| 10   | ながさのもと                 | 9月25日  |
| 11   | おとのしるし                 | 10月9日  |
| 12   | のこりがこたえ               | 10月23日 |
| 13   | あとがのこる                 | 11月6日  |
| 14   | みぶりでわかる               | 11月20日 |
| 15   | わが家の装置                 | 12月4日  |
| 16   | ちょうどいいかたち           | 1月7日   |
| 17   | 小さくみえる？               | 1月22日  |
| 18   | おとうさんスイッチスペシャル | 2月5日   |
| 19   | じょうずなかくれかた         | 2月19日  |
| 20   | くっついたなまえ             | 3月5日   |

### 2003年度
| 回数 | タイトル                 | 放送日   |
| ---- | ------------------------ | -------- |
| 21   | みぢかなものさし         | 04月08日 |
| 22   | もちつもたれつ？         | 4月23日  |
| 23   | いろんなならべかた       | 5月7日   |
| 24   | わが家の装置 (2)         | 5月21日  |
| 25   | くらべてみると           | 6月4日   |
| 26   | べんりなやくそくごと     | 6月18日  |
| 27   | うたとくしゅう           | 7月2日   |
| 28   | ぎゃくからかんがえる     | 8月26日  |
| 29   | みえない力?              | 9月10日  |
| 30   | 見えないところが見える   | 9月24日  |
| 31   | しくみがおなじ？         | 10月8日  |
| 32   | やくめがかわる           | 10月22日 |
| 33   | つかいやすいくふう       | 11月5日  |
| 34   | 本のリレー？             | 11月19日 |
| 35   | そうちスペシャル         | 12月3日  |
| 36   | かわりのものでやってみる | 1月6日   |
| 37   | 一部と全部               | 1月21日  |
| 38   | めだつとあんぜん         | 2月4日   |
| 39   | わけるほうほう           | 2月18日  |
| 40   | おとうさんスイッチSP     | 3月3日   |

### 2004年度
| 回数 | タイトル                   | 放送日   |
| ---- | -------------------------- | -------- |
| 41   | これでちからもち           | 4月6日   |
| 42   | いっぽんでできる           | 4月21日  |
| 43   | わざわざかわったかたち     | 5月12日  |
| 44   | ひとりにひとつ             | 5月26日  |
| 45   | うごいているのはどっち？   | 6月9日   |
| 46   | たてとよこでわかる         | 6月23日  |
| 47   | かぞえてみようスペシャル   | 7月7日   |
| 48   | くらべるほうほう           | 8月24日  |
| 49   | すいりすいろん             | 9月8日   |
| 50   | あつめるくふう             | 9月22日  |
| 51   | みほんでえらぶ             | 10月6日  |
| 52   | どうしてデコボコ？         | 10月26日 |
| 53   | どこでもつかえる           | 11月10日 |
| 54   | みえやすくするくふう       | 11月24日 |
| 55   | きょうのロボットスペシャル | 12月8日  |
| 56   | ミスをふせぐくふう         | 1月11日  |
| 57   | かさなってできている       | 1月26日  |
| 58   | まわるものの力             | 2月9日   |
| 59   | ものがふるえておとがでる   | 2月23日  |
| 60   | おとうさんスイッチ総集編   | 3月9日   |

### 2005年度
| 回数 | タイトル                 | 放送日   |
| ---- | ------------------------ | -------- |
| 61   | スイッチをいれてないのに | 4月5日   |
| 62   | まるはころがる           | 4月20日  |
| 63   | じかんがみえる           | 5月11日  |
| 64   | 絵からできた字           | 5月25日  |
| 65   | きりくちがおなじ         | 6月8日   |
| 66   | まんまるなまる           | 6月22日  |
| 67   | うたスペシャル           | 7月6日   |
| 68   | これでとおせんぼ         | 8月23日  |
| 69   | ちがうところから見ると   | 9月7日   |
| 70   | かぞえるためのくふう     | 9月21日  |
| 71   | みえないけどなかがわかる | 10月5日  |
| 72   | すきまなくならべる       | 10月19日 |
| 73   | あいずではなす           | 11月2日  |
| 74   | いいことがふたつ         | 11月16日 |
| 75   | 装置スペシャル           | 12月7日  |
| 76   | しぜんがお手本           | 1月10日  |
| 77   | かたちをうつす           | 1月25日  |
| 78   | こするとくっつく         | 2月8日   |
| 79   | まえもってわかる         | 2月22日  |
| 80   | お父さんスイッチSP       | 3月8日   |

### 2006年度
| 回数 | タイトル                              | 放送日   |
| ---- | ------------------------------------- | -------- |
| 81   | かたちのりゆうをかんがえる            | 4月11日  |
| 81   | かたちのりゆうをかんがえる            | 4月12日  |
| 81   | かたちのりゆうをかんがえる            | 4月19日  |
| 81   | かたちのりゆうをかんがえる            | 4月25日  |
| 82   | わがやのそうち だいはっぴょう         | 4月26日  |
| 82   | わがやのそうち だいはっぴょう         | 5月10日  |
| 83   | ちょうど いいかたち                   | 5月17日  |
| 83   | ちょうど いいかたち                   | 24日     |
| 84   | せまいとプシュー                      | 5月31日  |
| 84   | せまいとプシュー                      | 6月7日   |
| 85   | まいておくとべんり                    | 6月14日  |
| 85   | まいておくとべんり                    | 6月21日  |
| 86   | アニメスペシャル                      | 7月12日  |
| 86   | アニメスペシャル                      | 7月19日  |
| 81   | かたちのりゆうをかんがえる            | 7月26日  |
| 83   | ちょうど いいかたち                   | 8月1日   |
| 84   | せまいとプシュー                      | 8月2日   |
| 85   | まいておくとべんり                    | 8月8日   |
| 86   | アニメスペシャル                      | 8月16日  |
| 87   | じゅんばんにならべる                  | 8月22日  |
| 87   | じゅんばんにならべる                  | 8月23日  |
| 87   | じゅんばんにならべる                  | 8月30日  |
| 88   | みえないものをたしかめる              | 9月6日   |
| 88   | みえないものをたしかめる              | 9月13日  |
| 89   | 長さのもと                            | 9月20日  |
| 89   | 長さのもと                            | 9月27日  |
| 90   | ちかちか しらせる                     | 10月4日  |
| 90   | ちかちか しらせる                     | 10月11日 |
| 91   | うまく あつめる                       | 10月18日 |
| 91   | うまく あつめる                       | 10月25日 |
| 92   | ちいさくたたむ                        | 11月1日  |
| 92   | ちいさくたたむ                        | 11月8日  |
| 93   | ぼてじんスペシャル                    | 11月29日 |
| 93   | ぼてじんスペシャル                    | 12月6日  |
| 93   | ぼてじんスペシャル                    | 12月13日 |
| 88   | みえないものをたしかめる              | 12月20日 |
| 90   | うまく あつめる                       | 12月27日 |
| 94   | まえもってふせぐ                      | 1月9日   |
| 94   | まえもってふせぐ                      | 1月10日  |
| 94   | まえもってふせぐ                      | 1月16日  |
| 94   | まえもってふせぐ                      | 1月17日  |
| 95   | やくだつぎざぎざ                      | 1月24日  |
| 95   | やくだつぎざぎざ                      | 1月31日  |
| 96   | こうたいでがんばる                    | 2月7日   |
| 96   | こうたいでがんばる                    | 2月14日  |
| 97   | かるいものはうえに おもいものはしたに | 2月21日  |
| 97   | かるいものはうえに おもいものはしたに | 2月28日  |
| 98   | おとうさんスイッチスペシャル          | 3月7日   |
| 98   | おとうさんスイッチスペシャル          | 3月14日  |
| 94   | まえもってふせぐ                      | 3月20日  |
| 95   | やくだつぎざぎざ                      | 3月27日  |
| 96   | こうたいでがんばる                    | 3月28日  |
| 97   | かるいものはうえに おもいものはしたに | 4月3日   |

### 2007年度
| 回数 | タイトル                         | 放送日   |
| ---- | -------------------------------- | -------- |
| 99   | みえないしるし                   | 4月10日  |
| 100  | たどればみつかる                 | 4月25日  |
| 101  | まわるもののりゆう               | 5月9日   |
| 102  | かぜがみえる？                   | 5月23日  |
| 103  | おなじやくめ                     | 6月20日  |
| 104  | うたスペシャル                   | 7月4日   |
| 105  | やくだつボヨヨン                 | 8月22日  |
| 106  | あつまるかたち                   | 9月5日   |
| 107  | あるひとからはよくみえる         | 9月19日  |
| 108  | やくだつブルブル                 | 10月3日  |
| 109  | あいずではなす                   | 10月17日 |
| 110  | うごかないのにうごいたのとおなじ | 11月14日 |
| 111  | ○と△のしゅうだんスペシャル       | 11月28日 |
| 112  | からっぽはえらい                 | 1月8日   |
| 113  | くべつしにくいものをくべつする   | 1月23日  |
| 114  | べんりなトゲトゲ                 | 2月6日   |
| 115  | おもさをつかってうごかすくふう   | 2月20日  |
| 116  | そうちスペシャル                 | 3月5日   |

### 2008年度
| 回数 | タイトル                         | 放送日   |
| ---- | -------------------------------- | -------- |
| 117  | くみあわさってとおりみち         | 4月8日   |
| 118  | ひとつのものでふたつのはたらき   | 4月22日  |
| 119  | あとがのこる                     | 5月14日  |
| 120  | でぐちのかたちできまる           | 5月28日  |
| 121  | あるうごきをべつのうごきにかえる | 6月11日  |
| 122  | すずしくなるものスペシャル       | 7月9日   |
| 123  | めやすでわかる                   | 8月19日  |
| 124  | ちいさくみえる？                 | 9月3日   |
| 125  | なにもしなくてもうまくいく       | 9月17日  |
| 126  | あるひとにはよくみえる           | 10月8日  |
| 127  | おもさくらべ                     | 10月22日 |
| 128  | どちらからでもOK                 | 11月5日  |
| 129  | あるものだけをとおす             | 11月19日 |
| 130  | きょうのスレスレスペシャル       | 12月3日  |
| 131  | りゆうがあってこんなあな         | 1月6日   |
| 132  | うまくとりだす                   | 1月21日  |
| 133  | あるときにだけだいかつやく       | 2月4日   |
| 134  | おなじかたちになった             | 2月18日  |
| 135  | ちょっとかわったそうちスペシャル | 3月4日   |

### 2009年度
| 回数 | タイトル                                 | 放送日   |
| ---- | ---------------------------------------- | -------- |
| 136  | いちどにたくさん                         | 4月8日   |
| 136  | いちどにたくさん                         | 4月15日  |
| 137  | えになるてんてん？                       | 4月22日  |
| 138  | まがっているりゆう                       | 5月13日  |
| 138  | まがっているりゆう                       | 5月20日  |
| 139  | あることからべつのあることがわかる       | 5月27日  |
| 139  | あることからべつのあることがわかる       | 6月3日   |
|      | やくだつボヨヨン                         | 6月10日  |
|      | やくだつボヨヨン                         | 6月17日  |
| 140  | こまったときそのばのものでなんとかする   | 6月24日  |
| 140  | こまったときそのばのものでなんとかする   | 7月1日   |
| 141  | うたスペシャル(4)                        | 7月8日   |
| 141  | うたスペシャル(4)                        | 7月15日  |
| 142  | いっぽうつうこうのひみつ                 | 8月19日  |
| 142  | いっぽうつうこうのひみつ                 | 8月26日  |
| 143  | おとのしるし？                           | 9月2日   |
| 143  | おとのしるし？                           | 9月9日   |
| 144  | まちがいがおきないしくみ                 | 9月16日  |
| 144  | まちがいがおきないしくみ                 | 9月30日  |
| 145  | わざわざするりゆう                       | 10月7日  |
| 145  | わざわざするりゆう                       | 10月14日 |
| 146  | このじゅんばんならうまくいく             | 10月21日 |
| 146  | このじゅんばんならうまくいく             | 10月28日 |
| 147  | どうやってなかにいれたの？               | 11月18日 |
| 147  | どうやってなかにいれたの？               | 11月25日 |
| 148  | なんのすうじ？スペシャル                 | 12月2日  |
| 148  | なんのすうじ？スペシャル                 | 12月9日  |
| 149  | ひとめでかずがわかる                     | 1月6日   |
| 149  | ひとめでかずがわかる                     | 1月13日  |
| 150  | とりのぞけばできる                       | 1月20日  |
| 150  | とりのぞけばできる                       | 1月27日  |
| 151  | しずまないくふう                         | 2月3日   |
| 151  | しずまないくふう                         | 2月10日  |
| 152  | ぶつかるちからからたいせつなものをまもる | 2月17日  |
| 152  | ぶつかるちからからたいせつなものをまもる | 2月24日  |
| 153  | ぼてじんスペシャル                       | 3月3日   |
| 153  | ぼてじんスペシャル                       | 3月10日  |
| 153  | ぼてじんスペシャル                       | 3月17日  |

### 2010年度
| 回数 | タイトル                           | 放送日   |
| ---- | ---------------------------------- | -------- |
| 154  | あつさをおなじにするくふう         | 4月6日   |
| 154  | あつさをおなじにするくふう         | 4月7日   |
| 154  | あつさをおなじにするくふう         | 4月14日  |
| 155  | 水のたかさとふかさをかえてべんり   | 4月21日  |
| 155  | 水のたかさとふかさをかえてべんり   | 28日     |
| 156  | みずもおゆもおなじもの？           | 5月12日  |
| 156  | みずもおゆもおなじもの？           | 5月19日  |
| 157  | なってしらせる                     | 5月26日  |
| 157  | なってしらせる                     | 6月2日   |
| 158  | ひとのなまえがモノのなまえ         | 6月9日   |
| 158  | ひとのなまえがモノのなまえ         | 6月16日  |
| 159  | 困ったときその場のもので何とかする | 6月23日  |
| 159  | 困ったときその場のもので何とかする | 6月30日  |
| 160  | みんなでつくるこたつたこ発表       | 7月7日   |
| 160  | みんなでつくるこたつたこ発表       | 7月14日  |
|      | あつさをおなじにするくふう         | 7月21日  |
| 161  | やくにたつせん                     | 8月24日  |
| 161  | やくにたつせん                     | 8月25日  |
| 161  | やくにたつせん                     | 9月1日   |
| 162  | じぶんはうごかずにとおくにいく     | 9月8日   |
| 162  | じぶんはうごかずにとおくにいく     | 9月15日  |
| 163  | みぶりでわかる                     | 9月22日  |
| 163  | みぶりでわかる                     | 9月29日  |
| 164  | あとでつかうからためておく         | 10月6日  |
| 164  | あとでつかうからためておく         | 10月13日 |
| 165  | やくにたつあな                     | 10月20日 |
| 165  | やくにたつあな                     | 10月27日 |
| 166  | たがいちがいでうまくいく           | 11月24日 |
| 166  | たがいちがいでうまくいく           | 12月1日  |
| 167  | みんなでつくるこたつたこＳＰ       | 12月8日  |
| 167  | みんなでつくるこたつたこＳＰ       | 12月15日 |
|      | やくにたつせん                     | 12月22日 |
|      | あとでつかうからためておく         | 12月29日 |
| 168  | かわりばんこにやすむ               | 1月11日  |
| 168  | かわりばんこにやすむ               | 1月12日  |
| 168  | かわりばんこにやすむ               | 1月19日  |
| 169  | やくにたつみぞ                     | 1月26日  |
| 169  | やくにたつみぞ                     | 2月2日   |
| 170  | ひつようなときだけだす             | 2月9日   |
| 170  | ひつようなときだけだす             | 2月16日  |
| 171  | ぴったりはまるからうまくいく       | 2月23日  |
| 171  | ぴったりはまるからうまくいく       | 3月2日   |
| 172  | 新しい生物スペシャル               | 3月9日   |

### 2011年度
| 回数 | タイトル                           | 放送日   |
| ---- | ---------------------------------- | -------- |
| 173  | あるうごきが べつのやくわりもする  | 4月2日   |
|      | いちどにたくさん                   | 4月9日   |
| 174  | ひかりをはねかえしてべんり         | 4月16日  |
| 175  | りゆうがあってさかさ               | 5月7日   |
| 176  | いろんなかぞえかた                 | 5月28日  |
| 177  | あることからべつのあることがわかる | 6月11日  |
| 178  | なぜみんなおなじむき？             | 6月18日  |
| 179  | プチリョンコってなんだスペシャル   | 7月9日   |
| 180  | ぺったんこになるとべんり           | 9月3日   |
| 181  | たかさのちがいがやくにたつ         | 9月17日  |
| 182  | 風のちからをりようする             | 10月7日  |
| 183  | じょうずなかくれかた               | 10月14日 |
| 184  | わずかなちがいがだいじ             | 10月28日 |
| 185  | ジグザグでべんり                   | 11月11日 |
| 183  | じょうずなかくれかた               | 12月23日 |
| 186  | らせんでうまくいく                 | 1月13日  |
| 187  | あらかじめあけておく               | 1月27日  |
| 188  | りゆうがあっていちれつ             | 2月10日  |
| 189  | たたくおとでわかる                 | 2月24日  |
| 190  | うたスペシャル (5)                 | 3月9日   |
| 187  | あらかじめあけておく               | 3月16日  |
| 188  | りゆうがあっていちれつ             | 3月23日  |
| 189  | たたくおとでわかる                 | 3月30日  |

### 2012年度
| 回数 | タイトル                                 | 放送日   |
| ---- | ---------------------------------------- | -------- |
| 191  | とちゅうでやめてうまくいく               | 4月2日   |
| 191  | とちゅうでやめてうまくいく               | 4月7日   |
| 192  | うしろむきのりゆう                       | 4月21日  |
| 193  | わざとせまくするりゆう                   | 5月12日  |
| 194  | みぢかなものさし                         | 6月2日   |
| 195  | まっすぐがわかる                         | 6月23日  |
| 196  | こんなことできませんスペシャル           | 7月14日  |
| 197  | やくにたつさんかく                       | 9月1日   |
| 198  | すべらないくふう                         | 9月15日  |
| 199  | Vのじでうまくいく                        | 9月29日  |
| 200  | いろんなならべかた                       | 10月13日 |
| 201  | しましまのりゆう                         | 11月3日  |
| 202  | のこりものがんばる                       | 11月17日 |
| 203  | みなさんのこんなことできませんスペシャル | 12月1日  |
| 204  | つかいわけてべんり                       | 1月12日  |
| 205  | たいせつなズレ                           | 1月26日  |
| 206  | とおくにいかないくふう                   | 2月16日  |
| 207  | ふくらんでバッチリ                       | 3月2日   |
| 208  | パタトクカシースペシャル                 | 3月9日   |

### 2013年度
| 回数 | タイトル                                 | 放送日   |
| ---- | ---------------------------------------- | -------- |
| 209  | あとはじかんにおまかせ                   | 4月1日   |
| 209  | あとはじかんにおまかせ                   | 4月6日   |
| 210  | ヨコじゃなくタテ                         | 4月20日  |
| 211  | かたむいているりゆう                     | 5月11日  |
| 212  | ぶつかるちからからたいせつなものをまもる | 6月1日   |
| 213  | うまくいく ゆらし                        | 6月22日  |
| 214  | ブラックボックス人問題スペシャル         | 7月13日  |
| 215  | ざらざらでべんり                         | 8月31日  |
| 216  | こすりあわせてＯＫ                       | 9月14日  |
| 217  | クネクネだいさくせん                     | 9月28日  |
| 218  | 2つあります                              | 11月2日  |
| 219  | とばしてバッチリ                         | 11月16日 |
| 220  | みなさんのこんなことできませんスペシャル | 11月30日 |
| 221  | 装置いっぱいみたいスペシャル             | 1月11日  |
| 222  | たかさをうまくをりようする               | 1月25日  |
| 223  | ブクブクだいかつやく                     | 2月15日  |
| 224  | こうやってはかります                     | 3月1日   |

### 2014年度
| 回数 | タイトル                               | 放送日   | コーナー |
| ---- | -------------------------------------- | -------- | --- |
| 225  | きゅうばんでピッタンコ                 | 4月5日   | |
| 226  | マネしてうまくいく                     | 4月19日  | |
| 227  | よくすべるくふう                       | 5月10日  | |
| 228  | ぺったんこになるとべんり               | 5月31日  | |
| 229  | うまくまぎれさせる                     | 6月21日  | |
| 230  | ピタゴラあんごうぼうスペシャル         | 7月12日  | |
| 231  | だんかいにわける                       | 8月30日  | |
| 232  | にているもののみわけかた               | 9月13日  | |
| 233  | じゃばらでぐにゃり                     | 9月27日  | |
| 234  | いろわけでうまくいく                   | 11月1日  | |
| 235  | さきをみこしてこうします               | 11月15日 | 「くねくね人まちがいさがし」「ピタゴラ装置アカデミア」「○と△のしゅうだん」のほか、人気の歌コーナーは「対応のうた」。 |
| 236  | くねくね人まちがいさがしスペシャル     | 11月29日 | |
| 237  | 装置アカデミアたくさんみたいスペシャル | 1月10日  | |
| 238  | ちがうものどうしでがんばる             | 1月24日  | |
| 239  | こうやっておんどをちょうせつします     | 2月14日  | |
| 240  | うごきをかんがえてこうしました         | 2月28日  | |
| 241  | 名作コーナーランキング                 | 3月7日   | |

### 2015年度
| 回数 | タイトル                                   | 放送日   |
| ---- | ------------------------------------------ | -------- |
| 242  | こんなところにみちがあります               | 4月4日   |
| 243  | 2つがそろえばうまくいく                    | 4月18日  |
| 244  | こうやってあなをあけます                   | 5月9日   |
| 245  | やくだつギザギザ                           | 5月30日  |
| 246  | こうすればみつけられます                   | 6月20日  |
| 247  | ねんどれナンドレラッツの跡じまんスペシャル | 7月11日  |
| 248  | わざとはずれやすくしています               | 8月29日  |
| 249  | こんなものがそうじをしてくれています       | 9月12日  |
| 250  | いろんなじょうぎがあります                 | 9月26日  |
| 251  | かわりばんこにやすむ                       | 10月10日 |
| 252  | こんなところにブラシがあります             | 10月31日 |
| 253  | あわせるしるし                             | 11月14日 |
| 254  | スーがいない                               | 11月28日 |
| 255  | おなじにするためのくふう                   | 1月9日   |
| 256  | こんなものがはいっています                 | 1月23日  |
| 257  | つぎのじゅんびはできてます                 | 2月13日  |
| 258  | すいこむちからをつかいます                 | 2月27日  |
| 259  | ワシの見たい名作コーナー第2弾              | 3月5日   |

### 2016年度
| 回数 | タイトル                           | 放送日   |
| ---- | ---------------------------------- | -------- |
| 260  | ぐるぐるまわってうまくいく         | 4月9日   |
| 261  | ストッパー やくにたってます        | 4月16日  |
| 262  | りゆうがあってありません           | 5月7日   |
| 263  | べつのつかいかたでもかつやくします | 6月11日  |
| 264  | ふたつがそろえばうまくいく         | 6月18日  |
| 265  | ピタゴラそうちのうたスペシャル     | 7月9日   |
| 266  | やくにたつわっか                   | 8月27日  |
| 267  | こんなきりかたがあります           | 9月10日  |
| 268  | こんなところにシーソーがあります   | 9月24日  |
| 269  | そのひくさにはわけがあります       | 10月29日 |
| 270  | くらくするとみえます               | 11月12日 |
| 271  | そこで橋は考えたスペシャル         | 11月26日 |
| 266  | やくにたつわっか                   | 12月10日 |
| 268  | こんなところにシーソーがあります   | 12月24日 |
| 272  | はばをかえればうまくいく           | 1月7日   |
| 273  | やくにたつくぼみ                   | 1月21日  |
| 274  | かがみ かつやくしています          | 2月11日  |
| 275  | ちいさなあながだいかつやく         | 25日     |
| 276  | ビーだまビーすけスペシャル         | 3月4日   |
| 271  | そこで橋は考えたスペシャル         | 3月25日  |

### 2017年度
| 回数 | タイトル                                       | 放送日   |
| ---- | ---------------------------------------------- | -------- |
| 278  | あっちもこっちもまんべんなく                   | 4月8日   |
| 279  | いざというとき かわります                      | 4月15日  |
| 280  | マネしてうまくいく                             | 5月6日   |
| 281  | こまかくふるえてうまくいく                     | 6月10日  |
| 282  | ２つあればバッチリ                             | 6月17日  |
| 283  | ウソだと思うなら、やってみな。スペシャル       | 7月8日   |
| 284  | こんなところから見ています                     | 8月26日  |
| 285  | やくにたつでっぱり                             | 9月9日   |
| 286  | わざとななめにしています                       | 9月23日  |
| 287  | なにやらふしぎな歌スペシャル！                 | 11月25日 |
| 288  | とちゅうまでおなじ                             | 1月6日   |
| 289  | アルゴリズムたいそうスペシャル！               | 20日     |
| 290  | うたスペシャル (6)                             | 2月3日   |
| 291  | ねんどれナンドレラッツスペシャル               | 2月10日  |
| 292  | トンカッチのそこのしくみがしりタイムスペシャル | 2月24日  |
| 293  | もしわかったらすごいぞスペシャル               | 3月24日  |

### 2018年度
| 回数 | タイトル                                 | 放送日   | コーナー     |
| ---- | ---------------------------------------- | -------- | ------------ |
| 294  | りゆうがあってここにある                 | 4月7日   | 人形劇(地下) |
| 295  | まるめてちいさくする                     | 4月21日  | 人形劇(地下) |
| 296  | こうやってけんさする                     | 5月5日   | 人形劇(地下) |
| 297  | めじるしがあるからわかる                 | 6月30日  | 人形劇(地下) |
| 298  | ばらばらにすればうまくいく               | 8月25日  |              |
| 299  | 安全のためにこんなくふうをしています     | 9月8日   |              |
| 300  | いろいろなみずのつかいみち               | 9月22日  |              |
| 301  | もじもじコンベアースペシャル             | 11月10日 |              |
| 302  | こうやってえりわける                     | 11月17日 |              |
| 303  | まきじゃくのジャックスペシャル           | 12月8日  |              |
| 304  | このみちいったいだれのみち？             | 1月5日   |              |
| 305  | ピタゴラ装置のお悩みに答えますスペシャル | 26日     |              |
| 306  | 理由があってヘンな向き                   | 2月16日  |              |
| 307  | こんなところに意外なものがついてます     | 3月2日   |              |

### 2019年度
| 回数 | タイトル                                     | 放送日  |
| ---- | -------------------------------------------- | ------- |
| 308  | うらがわのひみつ                             | 4月6日  |
| 309  | ぶつからないためのくふう                     | 4月20日 |
| 310  | でこぼこ ひそかにやくにたつ                  | 5月18日 |
| 311  | みんなおなじ向き？スペシャル！               | 6月1日  |
| 312  | みつけにくいものをみつけやすく               | 7月13日 |
| 313  | むきをかえるためにこうしてます               | 7月20日 |
| 314  | やくわりをわけてばっちり                     | 8月3日  |
| 315  | まっすぐたいらにする                         | 9月7日  |
| 316  | だれじん?スペシャル                          | 9月21日 |
| 317  | ウソだと思うならやってみな。スペシャル       | 10月5日 |
| 318  | あることのためにあなをあけてあります         | 11月2日 |
| 319  | みつけにくくしています                       | 1月11日 |
| 320  | こんなところにいがいなものがついてます       | 1月25日 |
| 321  | これはいったいなんの“型”でしょう？スペシャル | 2月15日 |
| 322  | いろんな くぎりかた                          | 2月29日 |
| 317  | ウソだと思うならやってみな。スペシャル       | 3月21日 |

### 2020年度
| 回数 | タイトル                           | 放送日        | コーナー                                                                                                   |
| ---- | ---------------------------------- | ------------- | --- |
| 323  | おもさをうまくつかいます           | 4月4日        | 地下ゴラ                                                                                                   |
| 324  | いがいなものでふたをする           | 4月25日       | 地下ゴラ                                                                                                   |
| 325  | やくわりをわけてばっちりスペシャル | 6月6日        | |
| 326  | のりものスペシャル                 | 6月27日       | スーのうた、ピタゴラ装置、アルゴリズムたいそう                                                             |
| 327  | おうちでやってみなスペシャル       | 7月11日       | |
| 328  | ぼてじんとなかまたちスペシャル     | 7月25日       | |
| 329  | スイッチ こっそりかつやくしてます  | 08月22日      | |
| 330  | 2つあるりゆう                      | 09月12日      | |
| 331  | いきもののしくみをまねました       | 10月24日      | 新コーナー、もんくたれぞう、アルゴリズムたいそうは「おかあさんといっしょのおにいさんおねえさんといっしょ」 |
| 332  | りゆうがあってかたむけてます       | 11月14日      | |
| 324  | いがいなものでふたをする           | 11月21日      | |
| 333  | すきま やくにたってます            | 11月28日      | |
| 334  | こうすればひとめでわかる           | 12月12日      | |
| 325  | のりものスペシャル                 | 12月19日      | |
| 335  | わけあってはずれます               | 2021年1月16日 | |
| 336  | 本日はあれこれはかりますスペシャル | 1月30日       | |
| 337  | うまれかわってやくにたつ           | 2月20日       | |
| 338  | 「こんなあいずがあります」         | 3月20日       | |
| 329  | スイッチ こっそりかつやくしてます  | 3月27日       | |

### 2021年度
| 回数 | タイトル                             | 放送日   |
| ---- | ------------------------------------ | -------- |
| 339  | ふうせんだいさくせん                 | 4月3日   |
| 340  | こんなところがうごきます             | 4月10日  |
| 341  | むきをかえてかつやくします           | 4月17日  |
| 341  | むきをかえてかつやくします           | 5月22日  |
| 342  | はこぶためにくふうしています         | 6月12日  |
| 343  | りゆうがあってこんなためかた         | 6月26日  |
| 344  | こんなふうにしまっています           | 7月17日  |
| 345  | こうやってしらせてくれています       | 8月21日  |
| 346  | あることのためにあなをあけてあります | 9月25日  |
| 347  | はばのちがいをうまくつかう           | 11月13日 |
| 348  | これってなんのあな？                 | 12月11日 |
| 349  | とどかないところにとどかせる         | 3月5日   |

### 2022年度
| 回数 | タイトル                                    | 放送日   |
| ---- | ------------------------------------------- | -------- |
| 350  | こんなかたちになったりゆう                  | 4月4日   |
| 351  | こんなはこびかたがあります                  | 4月16日  |
| 352  | かいだんみたいになっているりゆう            | 5月7日   |
| 353  | あるひとにとっていみのあるマーク            | 6月25日  |
| 354  | あえてしっかりこていしない                  | 7月2日   |
| 355  | はんたいからみるとちがう                    | 7月30日  |
| 356  | こんなところにはいっています                | 8月27日  |
| 357  | なかみを知るっておもしろい!SP               | 9月3日   |
| 358  | なんでこんな形になってるんでしょうか?クイズ | 10月15日 |
| 359  | さかさまなのにはわけがある                  | 11月5日  |
| 360  | これをみればそれがわかる                    | 11月12日 |
| 361  | なんでこんなにながいの？クイズ              | 12月10日 |
| 362  | なにやらいっぱい 箱のすけスペシャル         | 12月24日 |

### 2023年度
| 回数 | タイトル                               | 放送日   |
| ---- | -------------------------------------- | -------- |
| 363  | ぶつかるまえにぶつかります             | 4月3日   |
| 364  | とくべつなみちがあります               | 4月22日  |
| 365  | こうしてみずをてにいれる               | 5月13日  |
| 366  | コンコンでわかる                       | 6月3日   |
| 367  | あしをひろげてささえます               | 7月1日   |
| 368  | なんのために回っているんでしょうかＳＰ | 8月5日   |
| 369  | こうやって めだたせる                  | 8月12日  |
| 370  | これって何にびったり? SP               | 9月23日  |
| 371  | 習性をうまくりようする                 | 10月14日 |
| 372  | 小さい力を大きくします                 | 11月4日  |
| 373  | いちどにたくさん!?                     | 1月6日   |
| 374  | 考えもしなかったけど実は意味があった   | 1月20日  |
| 375  | どうしてまるいんでしょうか?SP          | 2月3日   |
| 376  | それ つかわせてもらいます              | 2月24日  |
| 377  | 「みずにうくからできること SP」        | 3月9日   |

### 2024年度
| 回数 | タイトル                               | 放送日   |
| ---- | -------------------------------------- | -------- |
| 378  | ある目的のためになっています           | 4月1日   |
| 379  | 「りゆうがあってまがっています」       | 4月20日  |
| 379  | 「りゆうがあってまがっています」       | 29日     |
| 380  | おたがいにいいことがあります           | 5月11日  |
| 381  | ななめの理由                           | 6月1日   |
| 382  | こんなやりかたでたしかめています       | 6月22日  |
| 383  | こうするとちらばらない                 | 7月13日  |
| 384  | とうめいなのにはわけがある             | 8月3日   |
| 385  | どうしてギザギザしているんでしょうかSP | 8月24日  |
| 386  | まんなかにあつめますSP                 | 9月14日  |
| 387  | ○○に見せかける                         | 10月14日 |
| 388  | こんなめじるしがあります               | 10月26日 |
| 389  | 振動をうまくつかう                     | 12月7日  |
| 390  | 丸くふくらんでいる理由                 | 12月28日 |
| 391  | 「こんなつかいかたがあります」         | 1月25日  |
| 392  | 「でじでじタイルじんスペシャル」       | 2月8日   |
| 393  | 「なんでここに穴があいてるの?クイズ」  | 2月15日  |

### 2025年度
| 回数 | タイトル                         | 放送日  |
| ---- | -------------------------------- | ------- |
| 394  | こんな光のつかいかた             | 4月4日  |
| 395  | そんなわけでひくくつかっています | 5月2日  |
| 396  | 中に入るのをふせぎます           | 5月16日 |
| 397  | ねつでこうなるSP                 | 6月6日  |
| 398  | こんなところにふたがある         | 6月27日 |

## ピタゴラスイッチ ミニ
- 2002年4月1日から、15分版に1週間先行して放送を開始した[2]。
- 2020年度まではNHK Eテレでレギュラー放送されたが、2021年度以降はNHK総合で不定期放送されている。
- 2021年度以降、全国放送は月曜日の未明（日曜日の深夜）だが、一部地域は平日の昼前も裏送り番組として放送する[注 7]。

### 放送時間の推移（2020年度まで）
- 帯放送は月曜日 - 金曜日の午前中。他は各曜日欄に記載。

| 期間          | 期間          | 放送時間（日本標準時） | 放送時間（日本標準時） | 放送時間（日本標準時） | 放送時間（日本標準時） | 放送時間（日本標準時） | 放送時間（日本標準時） | 放送時間（日本標準時） | 期間          | 期間          |
| 期間          | 期間          | 帯放送                 | 月                     | 火                     | 水                     | 木                     | 金                     | 土                     | 期間          | 期間          |
| ------------- | ------------- | ---------------------- | ---------------------- | ---------------------- | ---------------------- | ---------------------- | ---------------------- | ---------------------- | ------------- | ------------- |
| 2002年4月1日  | 2003年3月31日 | （放送なし）           | 16:55 - 17:00          | （放送なし）           | （放送なし）           | （放送なし）           | （放送なし）           | （放送なし）           | 2002年4月1日  | 2003年3月31日 |
| 2003年4月7日  | 2004年3月30日 | （放送なし）           | 16:55 - 17:00          | 16:55 - 17:00          | （放送なし）           | （放送なし）           | （放送なし）           | （放送なし）           | 2003年4月7日  | 2004年3月30日 |
| 2004年4月5日  | 2005年4月1日  | （放送なし）           | 17:35 - 17:40          | 17:35 - 17:40          | 17:35 - 17:40          | 17:35 - 17:40          | 17:35 - 17:40          | （放送なし）           | 2004年4月5日  | 2005年4月1日  |
| 2005年4月4日  | 2006年3月31日 | 8:10 - 8:15            | 17:35 - 17:40          | 17:35 - 17:40          | 17:35 - 17:40          | 17:35 - 17:40          | 17:35 - 17:40          | （放送なし）           | 2005年4月4日  | 2006年3月31日 |
| 2006年4月3日  | 2007年3月31日 | 8:10 - 8:15            | 17:45 - 17:50          | 17:45 - 17:50          | 17:45 - 17:50          | 17:45 - 17:50          | 17:45 - 17:50          | 17:45 - 17:50          | 2006年4月3日  | 2007年3月31日 |
| 2007年4月2日  | 2010年3月26日 | 8:10 - 8:15            | 17:25 - 17:30          | 17:25 - 17:30          | 17:25 - 17:30          | 17:25 - 17:30          | 17:25 - 17:30          | （放送なし）           | 2007年4月2日  | 2010年3月26日 |
| 2010年3月29日 | 2011年3月25日 | 8:40 - 8:45            | 17:25 - 17:30          | 17:25 - 17:30          | 17:25 - 17:30          | 17:25 - 17:30          | 17:25 - 17:30          | （放送なし）           | 2010年3月29日 | 2011年3月25日 |
| 2011年3月28日 | 2011年9月23日 | 7:25 - 7:30            | 17:25 - 17:30          | 17:25 - 17:30          | 17:25 - 17:30          | 17:25 - 17:30          | 17:25 - 17:30          | （放送なし）           | 2011年3月28日 | 2011年9月23日 |
| 2011年9月26日 | 2012年3月29日 | 7:25 - 7:30            | 17:25 - 17:30          | 17:25 - 17:30          | 17:25 - 17:30          | 17:25 - 17:30          | （放送なし）           | （放送なし）           | 2011年9月26日 | 2012年3月29日 |
| 2012年4月2日  | 2013年3月29日 | 7:25 - 7:30            | 17:25 - 17:30          | 17:25 - 17:30          | 17:25 - 17:30          | 17:25 - 17:30          | 17:25 - 17:30          | （放送なし）           | 2012年4月2日  | 2013年3月29日 |
| 2013年4月1日  | 2014年3月28日 | 6:35 - 6:40            | 17:25 - 17:30          | 17:25 - 17:30          | 17:25 - 17:30          | 17:25 - 17:30          | 17:25 - 17:30          | （放送なし）           | 2013年4月1日  | 2014年3月28日 |
| 2014年3月31日 | 2015年3月27日 | 7:30 - 7:35            | （放送なし）           | 16:15 - 16:20          | （放送なし）           | 16:15 - 16:20          | （放送なし）           | （放送なし）           | 2014年3月31日 | 2015年3月27日 |
| 2015年3月30日 | 2017年3月31日 | 7:30 - 7:35            | （放送なし）           | （放送なし）           | 17:40 - 17:45          | （放送なし）           | 10:10 - 10:15          | （放送なし）           | 2015年3月30日 | 2017年3月31日 |
| 2017年4月3日  | 2020年3月27日 | 7:30 - 7:35            | （放送なし）           | （放送なし）           | 17:35 - 17:40          | （放送なし）           | 10:10 - 10:15          | （放送なし）           | 2017年4月3日  | 2020年3月27日 |
| 2020年3月30日 | 2021年3月27日 | 7:30 - 7:35            | （放送なし）           | （放送なし）           | 17:35 - 17:40          | （放送なし）           | 10:10 - 10:15          | 21:55 ‐ 22:00          | 2020年3月30日 | 2021年3月27日 |

- 放送リスト

### 2002年度
| 回数 | 放送日 | コーナー |
| ---- | ------ | -------- |
| 1    | 4月1日 |          |

### 2003年度
| 回数 | 放送日 | コーナー |
| ---- | ------ | -------- |
|      |        |          |

### 2004年度
| 回数 | 放送日 | コーナー |
| ---- | ------ | -------- |
|      |        |          |

### 2005年度
| 回数 | 放送日 | コーナー |
| ---- | ------ | -------- |
|      |        |          |

### 2006年度
| 回数 | 放送日 | コーナー |
| ---- | ------ | -------- |
|      |        |          |

### 2007年度
| 回数 | 放送日 | コーナー |
| ---- | ------ | -------- |
|      |        |          |

### 2008年度
| 回数 | 放送日 | コーナー |
| ---- | ------ | -------- |
|      |        |          |

### 2009年度
| 回数 | 放送日 | コーナー |
| ---- | ------ | -------- |
|      |        |          |

### 2010年度
| 回数 | 放送日 | コーナー |
| ---- | ------ | -------- |
|      |        |          |

### 2011年度
| 回数 | 放送日 | コーナー |
| ---- | ------ | -------- |
|      |        |          |

### 2012年度
| 回数 | 放送日 | コーナー |
| ---- | ------ | -------- |
|      |        |          |

### 2013年度
| 回数 | 放送日 | コーナー |
| ---- | ------ | -------- |
|      |        |          |

### 2014年度
| 回数 | 放送日   | コーナー |
| ---- | -------- | -------- |
|      | 4月10日  |          |
|      | 4月24日  |          |
|      | 5月15日  |          |
|      | 6月5日   |          |
|      | 6月26日  |          |
|      | 9月4日   |          |
|      | 10月2日  |          |
|      | 10月16日 |          |
|      | 11月6日  |          |
|      | 11月20日 |          |
|      | 12月4日  |          |

### 2015年度
| 回数 | 放送日 | コーナー |
| ---- | ------ | -------- |
|      | 4月6日 |          |

### 2016年度
| 回数 | 放送日 | コーナー |
| ---- | ------ | -------- |
|      |        |          |

### 2017年度
| 回数 | 放送日  |
| ---- | ------- |
|      | 4月10日 |
|      | 7月10日 |
|      | 8月28日 |
|      | 2月12日 |

## コーナー

### スタジオコーナー
百科おじさんがピタとゴラ（『大人のピタゴラスイッチ』では片桐仁）に世の中の仕組みを解説する人形劇。人形操演は木ぐつの木。人形が登場しない放送回も存在するほか「ミニ」では放送されない。劇中BGMの作曲は栗原正己。2021年度以降は土曜日と月曜日のみ放送している（月曜日は、土曜日放送分の再放送）。
ピタとゴラ（『大人のピタゴラスイッチ』では片桐）の疑問に百科おじさんが「詳しくはわしの○○ページに書いてあーる」と答え該当するページを参照させるが、ピタとゴラは「じーっ、子供だから、読めませーん」と返し、更なる詳細の解説のためテレビのジョンが呼ばれる、という流れが定番。また『大人のピタゴラスイッチ』では片桐が「じーっ、大人だから、読めまーす」と言うが、読んだだけでは難しくて意味がわからなかったので、更なる詳細の解説のため同様にテレビのジョンが呼ばれる。

#### 登場人物
ペンギンの「ピタ」と「ゴラ」、ネズミの「スー」の名前や、百科おじさんの昔のあだ名である「イッチ」は番組タイトルの「ピタゴラスイッチ」に因んでいる。

##### ピタ
- 声 - 星河舞

知りたがりの灰色のペンギンの男の子。字はまだ読めない。
いつもかぶっているニット帽は、昔住んでいた動物園でお世話になった飼育係のおじさんにもらった物。

##### ゴラ
- 声 - 西村朋紘

慌て者の紺色のペンギンの男の子。字はまだ読めない。
ピタが言った言葉の要点を2回繰り返すことが多い。ピタの帽子の真似をして餌のイワシが入っていたバケツをかぶっている。

##### 百科おじさん
- 声 - 名古屋章（初年度 - 2003年7月）→川久保潔（2003年8月 - 2004年度）→車だん吉（2005年度 - 2022年度）→中村梅雀（2023年度 - 現在）

おじさんの顔をした百科事典。本名は百科一之進（ひやっかいちのしん）。
ピタとゴラには世の中のことについて教えてくれるおじさん。曲がったことは大嫌いである。趣味は読書。イギリスに弟がいる。夢は大英図書館に所蔵されること。将棋クラブや陶芸教室に通っている。
ピタとゴラに見せるページ数は放送内容に関連した語呂合わせになっている（例えば「ナイフ」の回は712ページ、「呉服」の回は529ページ）。合計988ページ。
甥のディックは幼少期に「イチノシン」とうまく発音できなかった。そのため、彼から「イッチ」と呼ばれていたらしい。
2021年度からは番組全体の進行を務めることがある。

##### スー
- 声 - うえだゆうじ

黄色いセーターを着た、気の利くねずみ。ねずみだが丑年生まれ。
リヤカー付きの赤い車に乗って、クラクションを鳴らしながら色々な物を運んでくる。ポキポキアニメのファン。初期はテレビのジョンのリモコンを忘れた百科おじさんにリモコンを届けることが定番だった。
よく語尾に「～でスー」と付ける。
たまに愛車のメンテナンス（カーレースに出たりするらしい）や、編み物など、車から降りて出演することもある。ねずみだけに猫が大の苦手で、首輪を見ただけで怖がる。地上と地下を行き来してモグ郎やグラオとも交流している。

##### テレビのジョン
- 声 - 井上順

ブラウン管テレビの形をした、何でも映し出すテレビ犬。
散歩は週に2回ぐらい。雨の日は外に出ない。パンよりもケーキが好物である。
映像を流しているときは、徳田章がナレーションする。

##### ディック・ショナリー
- 声 - デーブ・スペクター

イギリス在住の、百科おじさんの甥。
日本語の勉強をするために来日している。表紙は緑色。本文は英語で記されており、百科おじさんと本の開き方が逆になっている。
彼の中身を見たピタとゴラは「じーっ、子供だし、英語で書いてあるから、ますます読めませーん」と言う。

##### 片桐仁（ラーメンズ）
『大人のピタゴラスイッチ』『大解説スペシャル』『ピタゴラ工作スペシャル』『ピタゴラスイッチ特大号 こうすると→わかる』で登場する。同シリーズで、ピタとゴラの役割を担当する。
数学を非常に苦手とし『数ピタ』で急用を理由に逃げ出そうとした。

##### 伊集院光
『ピタゴラとくばん 失敗にへこたれるなスイッチ』で登場。同番組で、ピタとゴラの役割を担当する。

#### 地下ゴラスイッチ
2018年4月7日から不定期に放送されているコーナー。ピタやゴラ達に代わり、モグラのキャラクターであるモグ郎やグラオ達が進行する。
地下田 モグ郎（ちかだ モグろう）
- 声 - 飛田展男

ピタやゴラたちが住む家の地下に暮らしている、モグラのおじさん。
妻がいる（現時点でストーリーには登場していない）。
グラオ
- 声 - 水橋かおり

モグ郎の子供。
「地上あちこち潜望鏡（“1かい1えん”と書かれている）」で地上の世界を観察しており、観察した物事について疑問に思ったことを父のモグ郎に尋ねる。
タブレットン
- 声 - 飯尾和樹（ずん）

タブレット端末の姿をしたブタ。常に敬語で話す。語尾に「ブ～」または「ヒ～」を付けることもある。
普段は地下のトンネルで寝ており（毎回『トンネル』と『豚（とん）寝る』をかけたギャグを無視されるのがお決まりの流れ）、グラオが知りたがっている事柄についてさらに解説する際に呼び出される。画面をスワイプして画像や映像を映し出すことができる。テレビのジョンと同様、映像を映している間は徳田章のナレーションが流れる。テレビのジョンと異なりVTRの途中に登場人物らの相槌やコメントが挿入される。

### ピタゴラ装置
番組のオープニング・エンディング・番組途中に放送される、番組を象徴するコーナーのひとつで「ピタゴラそうち」と表記されることもある。
「ピタゴラ装置」の愛称で親しまれるからくり装置を動かし、番組タイトルを画面に表示させる。装置はルーブ・ゴールドバーグ・マシンと呼ばれるもので、紙コップや定規、クリップなど身近なものを用いて構成されている。人力で初動を与えた以後の動作はドミノ倒しに類似し、ひとりでに仕掛けが連鎖していく。佐藤雅彦は「ピタゴラ装置＝ルーブ・ゴールドバーグ・マシン」の表現を好まず、両者は全く異なると主張している。
番組放送開始以降、オープニングは装置No.10「フライパン」、エンディングは装置No.9「レコードプレーヤー」が使用されていたが、2021年度以降は毎回異なる装置が放送されている。また「ミニ」はオープニング・エンディングともに毎回異なるものが放送され、放送回によりエンディングを省いて番組が終了する事例も見られる。
ハイビジョン化以降、アナログ放送時代に制作された装置が放送される機会は減少したが、2021年度からは「名作選」と題し4:3サイズの映像を含めた過去の装置の映像が放送されるようになった。
ピタゴラ装置の部分のみをまとめたDVD付き書籍が発売されたことがある。詳細は関連映像作品・書籍を参照。

#### ピタゴラじゃんけん装置
2021年4月1日放送分で初登場したコーナー。基本的に番組のエンディングに放送される。ピタゴラ装置の下にそれぞれグー・チョキ・パーの絵が描かれた3つのゴールが並べられており、視聴者は装置ギミックの軌道を推測し最終地点を予想する。それに応じてじゃんけんで出すべき手を予想する。また「ちょいむず」や「かなりむず」と題した、装置を複雑化しダミーのギミックも盛り込んだバージョンが登場することもある。

### アルゴリズムたいそう・こうしん
いずれも出演はいつもここから（山田一成・菊地秀規）で、歌唱も2人が担当。漢字で「アルゴリズム体操」「アルゴリズム行進」と表記される場合もある。
いつもここからの2人が、様々な人たちと体操することが恒例となっている。まず山田が「アルゴリズムたいそうー（こうしーん）」と声を上げ、続けて菊池と他の参加者が「アルゴリズムたいそうー（こうしーん）」と斉唱する。次に菊池が「〇〇のみなさんといっしょ（〇〇には参加者の職場、職種などが当てはまる）」と言って、たいそう・こうしんが始まる。「たいそう」では体操終了後に山田、菊池、他の参加者の順に「アルゴリズムたいそう、おわり」と言って締める。

#### アルゴリズムたいそう
2人1組で行う体操。アルゴリズムがテーマとなっており、1人では意味のない動きが、2人並ぶと関連性のあるものとなる（『しゃがむ動作』が他の人の『腕を横に振る』動作と組み合わさることで『腕を避ける動作』になる、など）。
体操が終わった後に、練習のパートが放送されることがある。いつもここから意外の出演者の人数は基本的に半数以下になる。また「1人で練習」のパターンもあり、やまだが一人で体操・歌唱をする「やまだバージョン」と菊池が一人で体操・歌唱をする「きくちバージョン」がある。
過去に行われた体操の映像を繋ぎ合わせた「とくべつへん」も存在する。2016年3月5日に「ワシのみたい名作コーナー 第2弾〜アルゴリズムたいそう〜」として過去の放送の中から人気の回が一挙放送された。
いつもここからが2人で体操を行う場合は、白背景の映像と住宅室内の映像の2種類がある。
これまでの主な参加者は以下の通り（人名の所属団体は撮影当時のもの）。
- NHKのアナウンサーのみなさんといっしょ（徳田章・松本和也・中川緑・小野文惠）
- 田柄幼稚園のみんなといっしょ
- 日本体育大学柔道部のみなさんといっしょ
- 千葉県こども病院のみなさんといっしょ
- 陸奥部屋の力士のみなさんといっしょ
- 帆船日本丸の乗組員のみなさんといっしょ
- 『おかあさんといっしょ』のお兄さん・お姉さんのみなさんといっしょ
  - 2002年版（杉田あきひろ・つのだりょうこ・佐藤弘道・タリキヨコ）
  - 2009年版（坂田おさむ・神崎ゆう子・茂森あゆみ・速水けんたろう・杉田あきひろ・つのだりょうこ・三谷たくみ・横山だいすけ・小林よしひさ・いとうまゆ）
    - 「おかあさんといっしょ」放送50周年を記念して収録された。2009年当時のレギュラー出演者4人と歴代のうたのお兄さん・お姉さんの一部が出演した（杉田・つのだは2002年版に続いて、2度目の出演）。2009年12月18日に「おかあさんといっしょ」内で先行放送され、2010年1月20日にピタゴラスイッチで初放送された。

  - 2018年版（小林よしひさ・花田ゆういちろう・小野あつこ・上原りさ）
    - 山田と菊地の代わりに小野と花田が歌唱を担当した。小林は2009年版に続いて2度目の出演。2018年3月26日に「おかあさんといっしょ」内でも放送された。

  - 2019年版（花田ゆういちろう・小野あつこ・福尾誠・秋元杏月）
    - 2018年版と同じく、小野と花田が歌唱を担当。小野・花田は2度目の出演。
- ジャイアンツのピッチャーのみなさんといっしょ（内海哲也・木佐貫洋・久保裕也・林昌範）
- QRIOのみなさんといっしょ
  - QRIOにアルゴリズムたいそうの動きをプログラムさせて体操させている。
- 埼玉県立浦和北高校のみなさんといっしょ
  - 収録当時の在校生の生徒を中心に、最大規模となる922人（練習版は461人）で体操。
- 南極地域観測隊のみなさんといっしょ
  - 南極で収録された映像と、いつもここからの2名の映像を組み合わせた、衛星中継風の演出で行われた。
- バスガイドのみなさんといっしょ（はとバスのバスガイド）
  - 雷門・東京タワー・東京都庁舎・レインボーブリッジの名所4ヵ所の前で体操を行った。練習の際に山田バージョンはレインボーブリッジで、菊地バージョンは雷門で行われた。
- 地下トンネル日比谷共同溝の工事現場のみなさんといっしょ
  - 「共同溝」の解説を追加したバージョンもある。
- テレビ体操のみなさんといっしょ
  - ピアノ伴奏が行われた。
- 京都の舞妓さんといっしょ
  - 最後のかけ声では舞妓さん達は語尾に「どす」を付けている。
- サーカス団のみなさんといっしょ（木下大サーカスの団員）
- なでしこジャパンのみなさんといっしょ（宮間あや・阪口夢穂・大野忍・澤穂希・安藤梢・近賀ゆかり・鮫島彩・岩清水梓）
  - 「子どもたちにも、ぜひ『なでしこジャパン』を知ってもらって応援してほしい」というチームからのオファーにより実現したもので[326]、2011 FIFA女子ワールドカップに向けた合宿中の愛媛県松山市で撮影された[326]。なでしこジャパンが同大会で初優勝すると一躍注目を集め、開催国のドイツで「世界チャンピオンのかわいい秘密」として取り上げられるほどになり[327]、NHKでは選手名のテロップなどを追加したものをYouTubeの公式チャンネルで公開するに至った（既に公開終了）[328]。
- 新幹線にかかわるみなさんといっしょ
  - JR西日本博多総合車両所及び博多駅新幹線ホームで収録。冒頭に「特別に許可を得て撮影しています」のテロップが表示された。
- NHK交響楽団のメンバーのみなさんといっしょ
  - 2013年1月に放送された『大人のピタゴラスイッチちょいむず』で先行放送。団員が交代で体操をした他、伴奏演奏もNHK交響楽団が担当した。腕を横に振る運動のところで、打楽器奏者が大太鼓とタムタムをそれぞれ叩く。いつもここからは普段のスーツではなく、燕尾服を着用。
- 東北楽天ゴールデンイーグルスのみなさんといっしょ（松井稼頭央・嶋基宏・聖澤諒・枡田慎太郎・小山伸一郎・青山浩二・田中将大・草野大輔アンバサダー・マスコットキャラクター「クラッチ」「クラッチーナ」）
  - 東日本大震災の発生後に収録され、体操終了後に選手全員が「がんばろう、東北!」と掛け声を入れた。
- オーストラリアの小学生のみなさんといっしょ
  - オーストラリアの小学校で撮影されたバージョンとオーストラリアの観光スポットで撮影されたバージョン（いつもここからの2人のみで小学生は登場しない）がある。
- 浦和レッズのみなさんといっしょ（平川忠亮、鈴木啓太、阿部勇樹、那須大亮、西川周作、梅崎司、槙野智章、柏木陽介）[329]
- 文楽の人形遣いのみなさんといっしょ（人形浄瑠璃文楽座の座員）
  - 人形遣い6人といつもここからの2人による体操を放送した後に、文楽についての解説VTRが挿入され、文楽の人形が踊る「文楽の人形のみなさんといっしょ」バージョンが放送される場合もある。このとき、いつもここからは列の中央ではなく両端で体操を行う。「文楽の人形のみなさんといっしょ」バージョンが単体で放送される場合は、冒頭で山田が文楽について簡潔に説明する映像が流れる。
- King & Princeとハメハメハ大王（佐藤二朗）といっしょ
  - 2019年1月1日放送の特別番組「Eうた♪ココロの大冒険」のドラマパートで放送[330]。
- 警察官のみなさんといっしょ（富山西警察署の署員）
  - 終了後に警察署の署員らが「反射材をつけて 身を守ろう!」と言う。
- 飛行機にかかわるみなさんといっしょ
- 貨物船ではたらくみなさんといっしょ
  - 本編後に貨物船に関する解説が放送される。
- 忍者のみなさんといっしょ

#### アルゴリズムこうしん
2003年度から放送。いつもここからの2人が出演し、歌唱も担当している。複数人で一方向を向き縦一列に並び、全員が同じ動きをするものの、輪唱のように1人ずつ動きをずらして行進する。前の人と後ろ人の動きが相互に関連し、動きがかみ合うとぶつかりそうでぶつからない。コラボレーションをして行進するときは前から2番目の人が「〇〇のみなさんといっしょ」、いつもここからのみ出演する場合は先頭の人が「歩幅は小さく」と号令することが恒例。2010年以降、通常の1.5倍-2倍速のテンポで行進する『アルゴリズムこうしんMAX』のバージョンも放送されている。
先頭から順に以下のような動きと一歩前進を繰り返す（最初のステップで先頭が1.を、次のステップで先頭が2.、次の人が1.を、その次のステップで先頭が3.、次の人が2.、その次の人が1.を、…の順）。これにより、同じ地点では全員が必ず同じ動きをすることになる。
1. 膝を曲げながら、前方に腕を伸ばす（いわゆる「前ならえ」）
2. 腕を胴に当てて上体を後ろに反る（偉ぶって反り返る様子）
3. 後方に向いて上体を前にかがめる（いわゆる「お辞儀」）
4. 進行方向右を向いて手を額にかざし、右と前（進行方向に対して後と右）を見回す
5. 膝を曲げながら大きく腕をかく（いわゆる「平泳ぎ」のポーズ）
6. 大きくしゃがんで、地面に落ちているものを拾う所作をする（いわゆる「栗拾い」のポーズ）
7. 空気入れ（フロアポンプ）を2回動作させるまねをする
8. 腕を2回横に開く（これにより「体内に空気が入った」という所作になる）
9. 2巡したら「そろそろ終わりかな」と、手をぐるぐる回す。
10. 先頭が「そろそろ終わりかな」を3回繰り返したら、全員が（直前にどの動作をしていても）片足を上げて終了。

行進の前に、山田・菊地のどちらかが「ひとりで行進」をすることもある。また「ひとりで行進」は曲が1巡したところで、曲がフェードアウトして終了する。
フィリピンのとある刑務所では、囚人達の教育の一環で導入されている。
これまでの主な参加者は以下の通り（人名の所属団体は撮影当時のもの）。
- レーシングチームのみなさんといっしょ（高橋裕紀、櫻井大幸ほか、DyDomiuレーシングチームの選手と整備士）
- 横浜中華街のコックさんといっしょ
- 忍者のみなさんといっしょ
- 千葉市緑消防署のみなさんといっしょ
  - 終了後「火事と救急は119番！」と菊池および隊員たちが言い、全員で敬礼する。
- 川崎フロンターレのみなさんといっしょ（我那覇和樹・鬼木達・寺田周平・今野章・アウグスト・マスコットキャラクターふろん太）[332]
- プロレスラーのみなさんといっしょ（KAIENTAI-DOJOの選手ら = 大石真翔・旭志織・PSYCHO・房総ボーイ雷斗・小幡優作・YOSHIYA）
- 海上保安庁 巡視艇まつなみのみなさんといっしょ
- 飛行機の会社のみなさんといっしょ（全日空の操縦者・キャビンアテンダント・整備士）
  - NHKでは公共放送という立場上、企業名・商品名の露出が禁じられているため、前述の「アルゴリズムたいそう　飛行機にかかわるみなさんといっしょ」と異なり尾翼の「ANA」ロゴが伏せられていた。
- 鉄道会社のみなさんといっしょ（京王電鉄の乗務員と整備士）
  - ロケ地は京王競馬場線の府中競馬正門前駅。バックは8000系電車。最後に全員で敬礼をして締めくくる。
- 水族館のみなさんといっしょ（伊豆・三津シーパラダイスのスタッフ）
- 安来節保存会のみなさんといっしょ
  - 田んぼ横のあぜ道を歩くバージョン（山田先頭）と、ステージ上の舞台を歩くバージョン（菊地先頭）がある。
- ウィーン少年合唱団のみなさんといっしょ
  - 8人が代表で行進して残りの団員がコーラスを担当、伴奏はピアノで行われた。
- ブルーマンのみなさんといっしょ
- バレエ団のみなさんといっしょ（東京シティ・バレエ団のバレエダンサー）
  - 途中で行進が2組加わる。最後にいつもここからの2人がダンサーらに取り囲まれるフィナーレがある。
- 東京消防庁ハイパーレスキューのみなさんといっしょ
  - 終了後に「火遊びは絶対しないように！」「火の元、点検を忘れずに！」といつもここから、およびハイパーレスキュー隊員たちが言う。
- JAXA宇宙科学研究所のみなさんといっしょ
  - 2010年12月28日に、ISAS相模原キャンパス内のM-Vロケット実物大模型の前で撮影された。放映時には、本編の前にJAXA・ISASや小惑星探査機「はやぶさ」の解説が挿入された[333]。
- ラグビー選手のみなさんといっしょ（パナソニック ワイルドナイツの選手達=霜村誠一、相馬朋和、三宅敬、北川智規、木川隼吾、若松大志、ダニエル・ヒーナン）
  - 終了後、霜村が飛んできたラグビーボールをキャッチし、パントキックした後、ラガーマン達は走りさっていく。MAX1.5倍バージョンは山田が「夢に向かって…」といって全員が左腕を上げて「トライ！！」と叫ぶ[注 14]。
- アイスホッケー選手のみなさんといっしょ（東北フリーブレイズの選手ら：田中豪、菊池恭平、橋本三千雄、大久保智仁、篠原亨太、若林クリスヘッドコーチ）[334]
  - テクノルアイスパーク新井田のリンク内（氷の上）で行進を行った。いつもここからは長靴を、選手は全員スケートシューズを履いて行った。終了後に「いっぱい食べてたくましくなろう！」とメッセージを言う。
- ASIMOのみなさんといっしょ
  - ASIMO3体と行進した。通常より若干テンポを落として行われた。ASIMOはいつもここからの2人に続けて歌って行進した。
- バレーボール選手のみなさんといっしょ（サントリーサンバーズの選手ら：山本湧、栗山雅史、塩田達也、星谷健太朗、椿山竜介、山村宏太）[335]
  - 終了後に「力を合わせてボールをつなごう！」とメッセージを言う。
- 日本舞踊のみなさんといっしょ（花柳寿太一郎、尾上紫、若柳吉優、若柳美香康）
  - 国立劇場で和楽器の演奏（囃子）と長唄の歌唱。最後にいつもここから以外の4人が舞踊を踊る。
- パッコロリンのみんなといっしょ（パックン、コロン、リン）
  - NHK BSプレミアム「ワンワンパッコロ!キャラともワールド」に山田と菊地がゲスト出演。2017年9月に放送された。
- おかあさんといっしょのお兄さん・お姉さんといっしょ
  - 2018年版（小林よしひさ・花田ゆういちろう・小野あつこ・上原りさ）
    - 先述のアルゴリズムたいそう（2018年版）に続いて実施。山田と菊地の代わりに、小野と花田が歌唱しながら行進を行った。

  - 2019年版（花田ゆういちろう・小野あつこ・福尾誠・秋元杏月）
    - 先述のアルゴリズムたいそう（2019年版）に続いて実施。山田、菊地、小野、花田による史上初となる4人歌唱バージョンで行われた。
- ゴールボール選手のみなさんといっしょ
  - 選手は全員アイシェード（目隠し）をした状態で行う。冒頭でゴールボールについての解説が流れる。
  - 終了後に「2020年東京パラリンピック、頑張るぞ！」と言う。

### おとうさんスイッチ
一般家庭の父親とその子どもが出演する視聴者参加型コーナー。空き箱に50音のいずれかの行の文字5つが書かれた「おとうさんスイッチ」のボタンを子供が押し、そのおとうさん（2004年以降はおじいちゃん・ひいおじいちゃんのケースもある）がボタンの文字から始まる動作をするという視聴者参加型コーナー。冒頭に出演者が自己紹介をした後「おとうさんスイッチいきますよ〜」という歌が流れて本編が始まる。ナレーションはすべて徳田章。
年度最初の回はあ行、2回目のはか行、という順で放送されている。ら行まで終わると次回からは濁音となり（わ行は放送されない）、濁音が終わるとその後は拗音となる（だ行（だぢづでど）は放送されない）。拗音が終わると再度あ行に戻る。スイッチを押す回数は最低で一周の5回だが、6回以上押されることがあり、6回目以降は子供が任意に選んだスイッチを押し、そのスイッチで指定された同じ動作を繰り返す。
コーナーのタイトルコールは以下の通り。
- 2002年度「おとうさんスイッチ 1」（スイッチのピッという音がする）
- 2003年度「おとうさんスイッチ 2」（ピタとゴラが「ツー」と言う（以下同じ）。）
- 2004年度から「おとうさんスイッチ おじいちゃんも（可）」
- 2007年度から（不定期で）「おとうさんスイッチ おじいちゃんも（可） 方言も（可）」
- 2008年度から（不定期で）「おとうさんスイッチ おじいちゃんも（可） ひいおじいちゃんも（可）」

出演する親子は基本的に一般人・視聴者だが、以下の著名人が本名を名乗り親子で出演したことがある。
- 横山剣（クレイジーケンバンドボタンーカル） - 「おとうさんスイッチ 2」。ら行を担当した。
- 敷島勝盛（大相撲浦風親方・当時は錦島親方） - 「おとうさんスイッチ おじいちゃんも（可）」。が行を担当した。
- 浦野正樹（勝手にしやがれ ダブルベース） - 「おとうさんスイッチ おじいちゃんも（可）」。ぎゃ行を担当した。バンドメンバーの福島忍と斉藤淳一郎もゲスト出演した。
- 片桐仁（当時・ラーメンズ）-「おとうさんスイッチ おじいちゃんも（可）」。さ行を担当した[注 15]。
- 徳田章 - 「おとうさんスイッチ おじいちゃんも（可）ひいおじいちゃんも（可）」は行。ひいおじいちゃんスイッチ・おじいちゃんスイッチとして、自身の父親と一緒に動作をこなした。
- 香川真司 - この回のみ「おとうさんスイッチ」ではなく、「かがわスイッチ」として放送され、香川は番組のロゴが描かれたユニフォームを着用して出演し、が行を担当した[注 16]。

#### おとうさんスイッチの作り方
- 作詞 - 佐藤雅彦、内野真澄
- 作曲 - 栗原正己
- 歌 - 知久寿焼（元たま）、 加藤千晶

前述の「おとうさんスイッチ」の作り方を歌で解説する。知久と加藤は、2014年12月から2015年1月に、みんなのうたで、知久はゆきだるまかぞく、加藤は四つ角のメロディーを歌っていたことでも知られる。

### おてつだいロボ
「おとうさんスイッチ」から派生して生まれたコーナー。2010年度から放送されている。おかあさん（場合によってはおとうさん）が文字の書かれたスイッチを押し、子供が扮する「おてつだいロボ」がその文字からはじまる動き（お手伝い）をするというコーナー。スイッチの構造や作り方はおとうさんスイッチと同じ。コーナーの最後に、おてつだいロボのアニメーション（曲はフルサイズまたは1番のみ）が流れる事がある。歌は栗原正己が担当。

#### おてつだいロボのテーマ
- 作詞 - 佐藤雅彦、内野真澄
- 作曲 - 栗原正己
- 歌 - 栗原正己

### アニメーション

#### フレーミー
- 声 - 井上順

13個の四角いフレームで構成された白い犬「フレーミー」が登場するアニメ。他のキャラクターも単純図形で構成されているが、透明ではない。So-net「ねっとのおやつ」の作品から誕生した。
フレーミーには水玉模様のスポッティーと、真っ黒のペインティーという2匹の兄弟がいる。フレーミーは骨が好物で掃除機が苦手。スポッティーは赤ちゃんの世話を任されており、チーズが好物でネコが苦手。ペインティーはドーナツが好物でネズミが苦手、昔は隣の家に親しい老犬がいた（現在は犬小屋の前に花が挿されていることから、亡くなっている）。
フレーミーは、驚いて飛び上がった後落ちたり、何かにぶつかったり、工事現場に入った時にブルドーザーで外に押し出された時などに胴体や足、頭、耳、尻尾がバラバラに分かれてしまう。しかし、簡単に元に戻せる。バラバラになった時に鳥などに鼻や目、尻尾をどこかへ持って行かれる事もある。スポッティーとペインティーとの喧嘩などで全身のパーツがバラバラになり、でたらめに合体したことで誰が誰だか分からなくなることがあるが、それぞれの好物、あるいは苦手な物が出現することで元に戻ることができる。
ストーリーの最後に算数の問題が出題され終了する回があり、この時のみ番組エンディングがピタゴラ装置ではなく問題解答・解説のアニメーションとなる。この話を放送した「ミニ」のエンディングでは解答・解説アニメーションは放映せず通常通りピタゴラ装置を放送し、終盤にテロップで解答を載せたのみであった。
オンエアでは「ミニ」を中心に「フレーミーのうた」というテーマソングの歌詞に合わせた映像で終わることもあった。

#### 10本アニメ
- 声 - 片桐仁、荒川良々、近藤公園、平野貴大、田中要次ほか

2003年度から放送。10本の棒が合体して、いろいろなものに変身する。佐藤研ワークショップから生まれた作品。

#### ぼてじん
- 作 - 貝塚智子、うえ田みお
- 声 - フットボールアワー

2006年度から放送。黄色いサイコロのキャラクター・ぼてじん（声：岩尾望）が、地面に描かれたマス目の中を前後左右に動いて、カメラに向かってぼてじんのサイコロの面に書かれたメッセージを披露するが、実はマス目から外れても移動可能である。マス目上で回転することもできる。毛虫が苦手。
同年10月に初登場したいぬてん（声：後藤輝基）がたまに登場する。オレンジ色で体は小さく、こちらには顔以外の5つの面には「ワン」としか書かれていない。いぬてんもマス目上で回転することができる。いぬてんの家として、いえてん（声 - 後藤輝基）も登場することがある。

##### だれじん
- 作曲 - 栗原正己
- ナレーション - 徳田章

『ぼてじん』からの派生コーナーで、2019年1月5日放送回で初登場した。キャラクター（声：後藤輝基）の軌道となるマス目の形から、どのようなキャラクターがやってくるのかを推測する。

##### いぬてんプログラム
『ぼてじん』からの派生コーナーで、2020年7月25日放送回で初登場した。いぬてんが目的地に正しく到着するための道順（プログラム）を考察する。

#### まきじゃくのジャック
- 作詞・作曲 - 佐藤雅彦、内野真澄、堀江由朗
- 声・歌 - 堀江由朗
- アニメーション - 永迫志乃

2016年1月23日放送回で初登場したアニメーションのコーナー。擬人化された巻き尺のジャックがさまざまな日用品のキャラクター達と織りなす寸劇を放送する。コーナーの冒頭と最後に歌が入る。

### その他のコーナー

#### 角砂糖アニメ
角砂糖12個が自在に動き並び方を変え、様々なものの形に変身する。佐藤研のワークショップ作品。

#### 今日のスイッチ
- ナレーション - 徳田章

とある場所・施設にある機械の起動スイッチを押し、何かが起こる様子を紹介する（例：噴水、観覧車）。メインコーナーや歌以外では珍しくピタ、ゴラ、百科おじさんが出演する。

#### 今日のロボット
- ナレーション - 徳田章

いろいろなロボット（主に作業用ロボット）を紹介する。

#### 今日の手順
- ナレーション - 徳田章

とある事柄の一連の動作及び手順をまず文字のみで提示し、何の動作の説明か推測した後に、そのあとその一連の動作を行っている映像を流す。

#### ○と△のしゅうだん
- ナレーション - 徳田章

日常の風景を映した映像のなかで、ある特徴がある集団とそうでない集団を◯と△の記号を用いて区別し、違いを推測した後に答え合わせをする（駅〈JR戸塚駅〉のホームで電車を待っている人の頭上に○と△の記号テロップが挿入されている。△は電車がホームを通ってもカメラに収まり電車の手前側のホームにいるが、○は電車の奥側のホームにいて電車に隠れ見えない、など）。主に△の方の特徴が紹介される。

#### 何してるの？おじさん
- 出演 - 小林賢太郎（ラーメンズ）
- 撮影 - ホンマタカシ

ドラマ仕立てのコーナー。公園で小林扮するおじさんが奇妙な動きをしている。それを見た少年達の内の一人が「おじさん何してるの？」と尋ねると、実はあるものの形態模写であったことがわかる（例：UFOキャッチャー、流しそうめん）。

#### なんのあと？
- 撮影 - ホンマタカシ

何らかの動きが終わった「跡」の様子を映してから、物体の動きが逆戻りして始めに戻り「何の跡」であったのかが分かる（例：火のついたろうそく、水に入った角砂糖など）。動きが逆戻りする様子を見た子供が驚愕してコーナーが終わることが定番。ちなみに「水風船」の回では、上記の小林賢太郎扮する「おじさん」がゲスト出演した。

#### なにしてる点？ / なにしてるひと？
- 歌 - 知久寿焼

モーションキャプチャのマーカーの部分の動きだけが表示され、何をしているところかを考える。その後本来の映像に戻る形で種明かしされる。

#### ポキポキアニメ
- 声 - 草彅剛（SMAP）

2006年度から放送。1本の長い線が折り曲がり、様々なものの形を作り出す。必ず最後は元の直線に戻り、草彅剛による「失礼しまーす」というナレーションとともに退場する。稀に短い線とセットで出てくることもあり、このときは短い線も退場時に同じく挨拶するが、ナレーションの声は甲高く加工される。2009年の草彅の不祥事による活動休止期間中は放送されなかった。また、草彅が事務所を移籍して以降、2018年1月を最後に放送されていない。

#### 勝手なルール
- ナレーション - 岸部一徳
- 撮影 - ホンマタカシ

子供たちが一風変わった行動をとるが、実は勝手に決めたあるルールにのっとって行動をしているというもの（例：中国のものを見かけたら手をパタパタする、赤いものを見たら手を上げる、など）。

#### 走って文字
- ナレーション - 山本晃士ロバート
- 撮影 - ホンマタカシ

グラウンドを複数人が走る様子を上空から見て、その軌跡が何の文字になっているか推測する。すべての動きが終わったあと、再度映像が流れるが、今度は走った姿の残像が残っており、軌跡を繋ぎ合わせると文字になっている。

#### 数えてみよう
- 作詞 - 佐藤雅彦、内野真澄
- 作曲・歌 - 桜井秀俊

2021年度以前の表記は『かぞえてみよう』。不確定な動きをする群集を対象にして数を数える（例・バレーボールの弾む回数を数える、キツツキが木をつつく回数を数えるなど）。2021年4月10日放送分で十数年ぶりに新作が放送され、製麺工程の映像を用いて2の冪（2→4→8→16→32→64→128）を取り扱った。この回から歌詞テロップが表示されている。

#### なんだこれ？
- 作詞 - 佐藤雅彦、内野真澄
- 作曲 - 桜井秀俊
- 歌 - 知久寿焼

回転する円盤の上に設置された、割り箸で構成された一見すると無造作に並べられたような立体が、円盤が回転して違う方向から見てみると、平面的につじつまが合う物体として認識できる。

#### 5秒でわかる
- ナレーション - 内藤勝人

2008年4月8日放送回で初登場。鉛筆が六角形である理由、醤油差しの空気穴の役目など、身近な物事の豆知識を短い映像で解き明かす。計時音のSEが入る。なお、タイトルは「5秒でわかる」となっているが、5秒に収まることはほとんどない。

#### がんばれ！製品テスト
- ナレーション - 徳田章

工業製品の出荷前の製品テストの様子を紹介する。

#### きょうのスレスレ
- 作詞 - 佐藤雅彦
- 作曲 - 栗原正己
- 歌 - スレスレ合唱団
- ナレーション - 内藤勝人

2008年8月19日放送回で初登場。ベルトコンベア上に、型を抜いた厚紙が物の移動をさえぎるように置いてあり、その型を見て通り過ぎる物体の形を連想する。型に合った物体が厚紙と接触することなく通り過ぎる。

#### めかぬか、るかろか、ねかわか、はかけか
- 作詞 - 内野真澄、佐藤雅彦
- 作曲 - 栗原正己
- 歌 - めかぬか合唱団

2008年4月8日放送回で初登場。ゆっくりと描き出される平仮名が最終的にどの文字となるか当てる。対照される二文字は、途中の筆跡まで形が似ているもの（「は」と「け」、「る」と「ろ」など）が選ばれているため、答えは最後まで分からない。ピタゴラスイッチのコーナーとしては珍しく、推測のしようがない。

#### 何の数字？
- ナレーション - 和田源二

2009年4月7日放送回で初登場。まずいくつかの数字だけが表示される。一見、ランダムな配置のように見えるが、その後、その数字と位置が何を意味するのか説明がある。

#### ピタゴラ拳法だんだんだん！
- 作詞 - 佐藤雅彦、内野真澄
- 作曲 - 佐藤雅彦、菅俊一
- 出演 - 河相我聞

2009年度から放送。粘土で出来た緑もしくは赤のキューブが登場。かけ声と同時にキューブが凹んだり分割したり、固まったりと変形する。河相の示す手本を真似て視聴者がかけ声に合わせて身振りをすると、まるで視聴者がキューブを変形させているように見える仕組みになっている。

#### とうめい人間X（エックス）
- 作曲 - 栗原正己
- 声 - ほんこん（130R）

2009年5月27日放送回で初登場。街の中にとうめい人間Xが登場、その後透明になって移動する。とうめい人間Xの台詞と効果音のみをヒントに移動先を追う。

#### 新しい生物
- 声 - 小野卓司

2010年9月8日放送回で初登場。ボルトとナットなど、家にある何の変哲もないモノが意思を持った生物のようにふるまう様子を描いた実写アニメ。登場する生物は以下の通り。一回につき一種が登場する。
- No.1 「ケシゴムザウルス」（消しゴム）
- No.2 「ストロケラプス」（ストロー）
- No.3 「ワゴムヌス」（輪ゴム）
- No.4 「ボルトノドン」（ボルト、ナット）
- No.5 「カクザザトン」（角砂糖） - 後日談を描いた「カクザザトンの進化」という派生版が存在する。
- No.6 「フセンヌス」（付箋）
- No.7 「ハシノドン」（箸）
- No.8 「ブラシノドン」（ブラシ）
- No.9 「マッチバコヌス」（マッチ箱） - 「クリップムシ」（クリップ）が登場する。
- No.10 「アルミホイルプス」（アルミホイル）

No.1 - No.6の生物をテーマにした「新しい生物の歌」（歌:角田信朗）が存在する（後述）。

#### プチリョンコってなんだ
- 音楽・歌 - 栗原正己

「プリン」と「チョコ」（プチリョンコ）、「歯磨き」と「虫歯」（はむみしがばき）、「キリン」と「ラクダ」（キラリクンダ）など、2つの単語を1字ずつひとつ飛びに組み合わせた単語が文字ブロックに書かれており、歌に合わせてベルトコンベアを流れていく。歌が流れる間にもとの単語を考える。ベルトコンベアにはブロックをひとつおきに分ける分岐器があり、最後に答え合わせがある。まず必ず「プチリョンコ」の映像が流れ、その後に他の単語の映像が流れる構成になっている。

#### ひとつとびぶったい パタトクカシー
- ナレーション - 徳田章
- 協力 日本切断研究所
- 音楽・歌 - 栗原正己

「プチリョンコってなんだ」の発展版。登場するのは「パタトクカシーー」だが、タイトルは「パタトクカシー」。内容はプチリョンコと同じだが、ムービーが文字ブロックではなく、ミニチュアや実物を使ったものになっている。（例：「パタトクカシーー」の場合、パトカー＋タクシー→パトカーの模型とタクシーの模型を数個に切断したものを交互に並べ、合体させた状態のものが画面に登場する。最後はそれぞれに分離し2つの言葉通りに並び合体する）。「サスンリダッルパ」（サンダル＋スリッパ）、「ハペサンミチ」（ハサミ＋ペンチ）、「ブシャラモシジ」（ブラシ＋シャモジ）などのバリエーションがある。

#### こんなことできません
- 出演 - 関根勤、岩井ジョニ男（イワイガワ）

2012年に初登場。人間にはできないとんでもない動きでも、写真をつないでみることで、できるように見えるコーナー。台詞「こんなことできません」に次いで作品が流れ、種明かしの模様（最初の映像とは異なる）を経て「こんなことできました」で終わる（タイトルも「こんなこと できませんした」に変わる。この時、岩井は何故かカメラの方を向いていることが多い）。最初に関根が実際に動作を行い、その後種明かしを兼ねて1コマずつ撮影する様子を早回しで見せる。岩井は基本的に傍観者だが、種明かしのシーンで関根の動作を模倣するか、（関根が単独で自身や道具の位置をずらすことが困難な場合）補助に当たることがある。また「みなさんのこんなことできません」と題し、視聴者から投稿された作品を放映することもある。

#### ブラックボックス人問題
- 作 - うえ田みお
- 作曲 - 栗原正己

2013年1月3日の「大人のピタゴラスイッチ・かなりむず」で先行放送。顔の描かれた黒い箱とその左右にベルトコンベア風の板のついた「装置」へ向かい、多様な形が右から左へ動いて箱の右側から入り、向きが変わったり整ったりして箱の左側から現われる。箱の中のしくみを想像する実写アニメで、最後に箱の中身を見せる。見せている時はブラックボックス人の表情が変わらない。なお「Eのかたち のまき」「◎のかたち のまき」「頭でっかちのかたち のまき」など。コーナー内で流れるBGMは「とうめい人間X」のものと同一。

#### どっちが本物？
2013年1月3日放送の「大人のピタゴラスイッチ・かなりむず」で先行放送。紙に描かれた偽物（いわゆる3Dトリックアート）と紙に乗った本物を見分けるクイズ。

#### ○○ソート
- 作 - 山本晃士ロバート

2013年1月2日の「大人のピタゴラスイッチ・ちょいむず」で先行放送。ソート（きれいにならべかえること）のアルゴリズムを、長さ・重さの異なる10個程度のものをソートしながら説明する実写アニメ。「背のじゅんに ならべよう！の巻 しめじソート（マージソート）」「重いじゅんにならべ！ じゃがいもソート（クイックソート）」など。

#### どうぶつのアルゴリズム
2013年1月2日の「大人のピタゴラスイッチ・ちょいむず」で先行放送。あらゆる動物の習性をアルゴリズムの観点から取り上げる。

#### ピタゴラ暗号棒
- 作詞 - 佐藤雅彦、貝塚智子
- 作曲・歌 - 栗原正己

2014年度から放送。親子2人（父と子供）（時には祖父と孫）の出演者が、子供がラップフィルムの芯棒や卒業証書用の丸筒（暗号棒）などに巻き付けた細長い紙に縦書きの文を書いて暗号メッセージを伝える。古代ギリシャ・スパルタで使われた「スキュタレー」という暗号方式で、巻き付けた紙をほどくと、文字が飛び飛びになる。たとえば「にちようび＿さっかー＿やりたい」が「に＿＿さちやっよりかうたーびい」となる。子供はその紙を家のどこかに置くが父以外（母であることが多い。祖父の場合は父や兄弟姉妹）は分からない。父が仕事から帰ってきて、紙を見つけるとそれが暗号文だと分かり、暗号棒に巻き付けて読む。最後に休みの日に暗号文の内容を実行する映像が流れる。子供が男の子か女の子かで歌詞の一部が異なる。「ピタゴラ暗号棒」の歌に合わせてコーナーが進む。

#### なんのどうぶつ？
- ナレーション - 和田源二

モーションキャプチャのマーカー部分の動きだけで示された動物が何かを考える。

#### ピタゴラスイッチおりたたみハンカチ劇場
- 作詞 - 貝塚智子、内野真澄
- 作曲 - 貝塚智子、栗原正己
- 歌 - 栗原正己
- 作 - ユーフラテス

ハンカチの表裏に折りたたむと向きが正しくなるイラストを描いておき、2つ折り→4つ折り→8つ折りと進めながらイラストを見るという漫画のコーナー。「おりたたみハンカチ劇場」の歌に合わせてコーナーが進む。放送回は以下の通り。
- ピタとゴラ けんかのまき
- みんなでやまのぼりのまき
- ピタとゴラ しりとりのまき（この回からはピタとゴラとスーの声が吹き込まれる）
- みんなでかくれんぼのまき

これらのハンカチは実際に市販されている。「おうちでやってみなスペシャル」（2020年7月11日）では「ピタとゴラ しりとりのまき」のようにしりとりの要素を取り入れた折り紙の作り方を解説した。

#### くねくね人まちがいさがし
- 声 - ナイツ

2枚の絵にある3箇所の相違点を見つける間違い探し。絵は紙に印刷されており、重ねてパラパラマンガの要領で答え合わせをする。何故か2つ目の間違いは通常ならば別々に数えるものが多い。

#### スレスレ3D
- ナレーション - 徳田章

上述『きょうのスレスレ』の3Dバージョン。回転台に置かれた物体がスレスレで通過できる穴の形状を考える。2015年1月の「大人のピタゴラスイッチ」で先行放送し、本家「ピタゴラスイッチ」では『きょうのスレスレ ～かいてん編～』と改題し放送。2022年に登場した『きょうのスレスレ ～かいてん編2～』では、位置を変えることによって同じ物体がスレスレで通過できる穴の形状がどのように変わるかを考える。穴の形状から通過する物体を考えることもある。

#### ねんどれナンドレラッツの跡じまん
- 声 - サンドウィッチマン
- 歌 - 栗原正己

体が直方体の粘土でできた、ねんどれ（声：富澤たけし）・ナンドレ（声：伊達みきお）の2つのキャラクターが、「走っていたらコケてついた」という体の前面の跡を相手に自慢しあい、何の跡なのかを視聴者に考えてもらおうというクレイアニメーションのコーナー。ねんどれはいつも待ち合わせに遅刻しているが、先に着くナンドレも同じく遅刻しかけており一度だけ彼の方が遅れて来た事がある。

#### ピタゴラ装置アカデミア
- 作 - 佐藤匡

ピタゴラ装置に使われている様々なギミックの作り方を紹介する。映像に登場する「ピタゴラゴール1号」が実際に市販された。

#### ピタゴラ装置 こうすると面白い
- 作 - 石川将也

2015年8月放送の「ピタゴラ装置 大解説スペシャル」で先行放送。ピタゴラ装置の動きをさらに面白く見せる工夫について解説する。

#### ピタゴラ装置に見る法則
2015年8月11日放送の「ピタゴラ装置 大解説スペシャル」で先行放送。ピタゴラ装置にて頻繁に見られる物理法則を紹介する。

#### しいたけ成長
2016年1月2日放送の「大人のピタゴラスイッチ」で先行放送。天秤やレーザーポインターなどを用いてしいたけの伸び具合を確認する機構の作り方を説明する。

#### もじもじ装置
- 作 - 佐藤匡

2016年1月9日放送回で初登場。ひらがな（たとえば「い」「の」「し」）と書かれた正方形のブロックの上をボールが弾みながら進むとボールがブロックの上に乗ったときにひらがなを読む声が出る。ボールが飛び石のようにブロックを弾んでいき、ブロック崩しのラケットのような動く壁が登場し、ボールが跳ね返ると、同じ文字を二回続けて読み上げる。

#### そこで橋は考えた
- 歌 - 栗原正己
- ナレーション - 徳田章

2016年6月11日放送回で初登場。様々な種類の橋を歌とアニメーション、映像で紹介する。海上交通と陸上交通の両立を図るため、橋がモノローグにより可動橋を提案する。「出来んのかなこんな橋。ちょっと無理だろこんな橋。出来んのかなこんな橋。出来たらすごいぞこんな橋」という歌詞の歌が流れ、実在する可動橋が紹介される。「出来んだなこんな橋。ほんとにあんだなこんな橋。ぶーん」という歌詞の歌に続いて「今日の橋は○○橋でした」というナレーションで終わる。
1. 旋回橋（2016年6月11日）- 京都府天橋立の廻旋橋
2. 跳開橋（2016年6月18日）- 高知県の手結港可動橋
3. 昇開橋（2016年8月27日）- 徳島県の加賀須野橋
4. 運搬橋（2016年10月8日）- スペインのビスカヤ橋
5. 降開橋（2016年11月26日）- ギリシャのイスミア橋（コリントス運河）
6. 転造跳開橋（2017年1月7日）- ニュージーランドのテ・マタウ・ア・ポヘ橋（チェコ語版）

#### ピーマンひとふくろなんグラム？
- ナレーション - 徳田章

2017年1月2日放送の「大人のピタゴラスイッチ」の映像を流用したもの。ピーマンを袋詰めする時に一袋あたり一定の重さになるよう分類する機械を紹介する。

#### ウソだと思うなら、やってみな。
- 歌 - 奥田民生

2017年4月8日放送回で初登場したコーナー。身近な物を使って実験が可能な科学の現象を紹介する。最初は歌に合わせて擬人化された物のキャラクターが登場するアニメーションが流れ、途中から実写で実験の手本が流される。歌の最後に実験の成功についてアドバイスする。「おうちでやってみなスペシャル」（2020年7月11日）では「ミニ」と題して自宅にある身近なものだけでできる実験を3つ紹介した（アニメーション・歌はなく実写とナレーションのみによる解説）。

#### トンカッチのそこのしくみがしりタイム
- 作 - うえ田みお

2017年6月10日放送回で初登場したコーナー。装置評論家のトンカッチが、ピタゴラ装置の仕組みを解説する。

#### かさねておえかき
2018年4月7日放送回で初登場したコーナー。3枚のアクリル板に不完全な絵を書き、最後に板を重ねて絵を完成させる。

#### もじもじコンベアー
2018年9月8日放送回で初登場したコーナー。「プチリョンコってなんだ」と同じく文字ブロックを使っており、いずれかがのブロックが重なっている。

#### 考えもしない
2018年1月1日放送の「大人のピタゴラスイッチ 想像力としかくい穴」で先行放送。身近に存在しながらも考える機会の少ないあらゆる物の構造について解説するコーナー。BGM、SE、ナレーション、映像など、フォーマットは「5秒でわかる」と酷似している。

#### 現実ってこういうこと
2018年1月1日放送の「大人のピタゴラスイッチ 想像力としかくい穴」で先行放送。先入観と現実に起きることの違いを紹介する。

#### トンカッチのピタゴラ装置おなやみ相談室
- 作 - 米本弘文

2020年1月11日放送回で初登場したコーナー。トンカッチが視聴者から寄せられたピタゴラ装置に関する相談に答える。

#### もんくたれぞう〜世の中のまちがい、指摘させてもらいます〜
2020年10月24日放送回で初登場したコーナー。目が4つあるキャラクター「もんくたれぞう」が登場する。身近で見つけた物の仕組みについてたれぞうが間違いを指摘するが、ナレーションと映像からなる解説によってその仕組みが合理的なものである事を理解し、最後に文句をつけた事を謝罪する。

#### 100グラムにちょうせん！
- 作 - 貝塚智子
- 声・歌 - 石田明（NON STYLE）

2020年11月14日放送回で初登場したコーナー。子どもが家の中にある物を組み合わせ合計100グラムの計量に挑戦する。総重量を微調整する段階に入った場合は「おたすけボックス」のアイテムとして一円玉（1枚あたり1グラム）を使うことができる。「ピーマン」という応援役のキャラクターが登場する。

#### 1000グラムにちょうせん！
2022年に登場した「100グラムにちょうせん！」の派生版。子どもではなく、その親が同じく合計1000グラムの計量に挑戦する。「おたすけボックス」を使うことができる。

#### なんのプログラム？
「ピタゴラミングスイッチ」で初登場したコーナー。ある一連の行動をフローチャートで表現し、それがどのような行動であるかを推測する。内容ら「今日の手順」と似ている。

#### 想像してみよ
- 作 - 佐藤匡、貝塚智子

「ピタゴラミングスイッチ」で初登場したコーナー。身の回りにある「変なもの（動物園内の扉の近くにある溝など）」の正体を想像する。

#### 鉄琴階段プログラム
- 作 - 米本弘文

「ピタゴラミングスイッチ」で初登場したコーナー。ミニチュアの階段におもちゃの鉄琴の音板を並べ、最上段からビー玉を転がすと特定の曲が演奏される仕掛けを作る。

#### かくすと みえてくる
2021年4月1日放送回で初登場したコーナー。「ハトは本当に首を前後に振りながら歩いているのか」などの疑問解決するため、動く物体の大部分を隠すことで部分的な動きのみを見せ、実態を解明する。

#### 押し出しクイズ
2021年4月2日放送回で初登場したコーナー。四角く配置されたたくさんのピンが飛び出して現れる立体物が何なのかをピンアートで出題する。「大人のピタゴラスイッチ デジむず」で放送された「デジタル片桐」と類似。

#### いま、なにがとおった？
2021年4月10日放送回で初登場したコーナー。立て掛けられた2枚の板の裏側を横切る物体が何か当てるクイズ。板の間には僅かな隙間があり、この部分を1コマずつ切り取り横に並べることで正体が判明する。

#### 紙の下はナンドレラ？合戦
2021年4月29日放送回で初登場した『ねんどれナンドレラッツの跡じまん』からの派生コーナー。ねんどれが描かれた紙にフロッタージュの要領で写し出した物が何であるかを当てる。兄弟という設定の人物2人が手と台詞のみで登場し互いに問題を出し合う。

#### 箱のすけ
- 声 ｰ 土屋礼央（RAG FAIR）

2021年10月2日放送回で初登場したコーナーで「箱のすけ」の首の動き方から、箱の中の歯車の配置がどうなっているのかを考察するコーナー。2023年から、いとこの「はこみ」が登場することがある。

#### たまご会議
「ピタゴラミングスイッチ2」で初登場したコーナー。卵が集まって会議をし「割る・割らない」や「焼く・茹でる」などの二択の質問を聞いて、それぞれ最終的に違う卵料理になる、二分木構造の考え方を伝えるコーナー。

#### ソセジ
「ピタゴラミングスイッチ2」で初登場したコーナー。「ソセジ」や「キボド」という謎の文字が、伸ばし棒が来て間に入ると「ソーセージ」や「キーボード」という言葉になる。この後に「しぶし」や「せめき」のように伸ばし棒が入っても言葉にならない文字が出てくるが「ん」が来て入ることで「新聞紙」や「洗面器」という言葉になる。また「ピタゴラミングスイッチ4」では『ソセジ2』が登場し「ミトボル」や「ロルケキ」のように縦に伸ばし棒が入っても言葉にならないが、横に伸ばし棒が入ると「ミートボール」や「ロールケーキ」という言葉になる文字が出てくる。

#### どんなじゅんばんでかさなっている？
「ピタゴラミングスイッチ3」で初登場したコーナー。ものの重なりから、ものが重ねられた順番を推測する。

#### どうぶつのプログラム
「ピタゴラミングスイッチ3」で初登場したコーナー。動物の習性をプログラミングの観点から取り上げる。

#### たこたこピー
「ピタゴラミングスイッチ3」で初登場したコーナー。粘土をタコの足の本数（8本）に分けるのに、普通に分けると切る回数が多くなるが、半分に切って揃えることで回数を少なくできることを、歌に合わせて伝える。1.5倍速バージョンが放送されることもある。

#### どうしてこうなった？
「ピタゴラとくばん 失敗にへこたれるなスイッチ」で初登場したコーナーで「二段組みの弁当箱の中身が両方米だった」「樹木の枝に靴とバドミントンの羽根が乗っている」といった不可解な出来事を紹介し、その理由を解説する。

#### 日常しっぱい劇場
「ピタゴラとくばん 失敗にへこたれるなスイッチ」で初登場したコーナー。

#### 想像と現実
「ピタゴラとくばん 失敗にへこたれるなスイッチ」で初登場したコーナー。

#### しかくろQ
2023年7月6日放送回で初登場したコーナー。映像の一部の生物が黒い四角形に隠されており、その動き方や大きさの変化から、その四角形が何を隠しているか当てる。

#### じゃがいも会議
「ピタゴラミングスイッチ4」で初登場したコーナーで「たまご会議」の卵をじゃがいもに置き換えたもの。

#### タテひことヨコひこ
「ピタゴラミングスイッチ4」で初登場したコーナー。紙を縦に動かす「タテひこ」と、横に動いて鉛筆を下ろすことで線を書く「ヨコひこ」が登場する。ヨコひこだけが動くと横の直線、タテひこだけが動かすと縦の直線、同時に動かすと斜めの直線が書ける。これらのことを利用して協力して絵を描く。

#### 今日のみそしる
「ピタゴラミングスイッチ4」で初登場したコーナー。味噌汁に入れる具材の切り方から、何の味噌汁かを予想するコーナー。

#### ぼてじんをきりぬけ！・いえてんをきりぬけ！
「ピタゴラミングスイッチ4」で初登場したコーナー。紙に印刷されたぼてじんやいえてんを、そのまま切り抜こうとするとはさみで切る回数が多くなるが、紙を折ることで回数を少なくできることを伝えるコーナー。

#### ひとみしりのコッピ―
2023年8月10日放送回で初登場したコーナー。紙コップを用いて、持ち上げると目が閉じ、平らなところに置くと目が開くコップの作り方を紹介する。

#### ヒラメキ部長のおなやみかいけつ工作
「ピタゴラ工作スペシャル」で初登場したコーナー。日常生活での悩みを工作で解決する方法を紹介する。これまで「ひきだしあけたなベロ」「なかとそと同時メーター」などのバージョンが放送されている。

#### ミニのすけ
「ピタゴラ工作スペシャル」で初登場したコーナー。先述した「箱のすけ」の派生バージョンで、大きさを小さくし簡単に作れるようにしたもの。

#### ほたて貝みたいなサラメッチー
「ピタゴラ工作スペシャル」で初登場したコーナー。「ひとみしりのコッピ―」の紙皿バージョン。

#### ピタゴラ1ぷん工作
「ピタゴラ工作スペシャル」で初登場したコーナー。

#### 紙コップコップ暗号
- 歌 - 栗原正己

「ピタゴラ工作スペシャル」で初登場したコーナー。一組の親子が出演し、二つの紙コップを用いて暗号を作る。子どもが日用品を使って暗号を作り、暗号を用いて親に要望を伝え、その要望を叶える、という一連の流れは「ピタゴラ暗号棒」に酷似している。

#### 壁がくる
2024年7月4日放送回で初登場したコーナー。色とりどりのブロックが一見散らばっているが、動く壁に一方向に押し寄せられると、モザイクアートが出来上がる。

#### でじでじタイルじん
「ピタゴラミングスイッチ5」で先行放送。体がタイルで形作られている「でじでじタイルじん」が、町中の地面や壁に敷き詰められたタイルに沿って移動する。

#### まっすぐ板のスキマー
- 声 - 國村隼

木の板「スキマー」が、その厚さとおなじ幅の隙間（ぬけ道と呼ばれる）を通り抜ける。道中の障害を方向転換などで切り抜ける。

### 番組内のオリジナルソング
ピタゴラスイッチ オープニングテーマ
- 作曲 - 栗原正己
- 演奏 - 栗コーダーカルテット、渋栗オーケストラ（大人のピタゴラスイッチ）

ピタゴラスイッチ エンディングテーマ
- 作曲 - 栗原正己
- 演奏 - 栗コーダーカルテット、NHK交響楽団.渋栗オーケストラ（大人のピタゴラスイッチ）渋栗オーケストラ（かなりむずのみ）
  - オープニングテーマと同じ曲だが、アレンジが異なっている。

そっくり↓ひっくり↑かえしましょ（2002年度）
- 作詞 - もりちよこ
- 作曲 - 坂出雅海
- 歌 - ピタ・ゴラ（星河舞・西村朋紘）
  - 擬態語を逆から言うと全く別の意味になる対比の歌（例・しずしず<>ずしずし（歩く）など）。

あるくのどのあし？（2002年度）
- 作詞・作曲 - 荒木尚美
- 歌 - ピタ・ゴラ（星河舞・西村朋紘）
  - 両足を交互に出して歩くと手が互い違いに前へ出ることは、体が知っているために「無理に逆にすると不自然になる」ことを解説する。

おんなじとこちがうとこ（2002年度）
- 作詞・作曲 - 加藤千晶
- 歌 - ピタ・ゴラ（星河舞・西村朋紘）
  - カレイとヒラメ、ブロッコリーとカリフラワーなど、よく似たものを見分ける。

ぼくのおとうさん（2002年度）
- 作詞 - 佐藤雅彦・内野真澄
- 作曲・歌 - 栗原正己
- 出演 - ふるごおり雅浩
  - 状況に応じて「ぼくのおとうさん（僕のお父さん・父親）」はなんと呼ばれるのか。会社へいくと「会社員（かいしゃいん）」、仕事をする時「課長さん（かちょうさん）」の役職がつき、食堂に入ると「お客さん（おきゃくさん）」になり、歯医者に行くと「患者さん（かんじゃさん）」になり、歩いていると「通行人（つうこうにん）」、学校（英会話の学校）に行けば「生徒さん（せいとさん）」、電車に乗ると「通勤客（つうきんきゃく）」になるなど、同じ人間でも場に応じて色々な役割や立場などがあることを理解する。お父さん役はふるごおり雅浩。

…の中をよく見たら（2002年度）
- 作詞 - 桑原永江
- 作曲 - 悠木昭宏
- 歌 - ピタ・ゴラ（星河舞・西村朋紘）
  - ことばのなかに隠れている別の言葉をさがす。「冷蔵庫（れいゾウこ）」の中に『ゾウ』がいるなど。

水はぐるぐる（2002年度）
- 作詞 - 日暮真三
- 作曲・編曲 - 岡村みどり
- 歌 - ピタ・ゴラ（星河舞・西村朋紘）
  - 水は気体・液体・固体と形を変えても実は同じもの、という内容。ピタとゴラが歌に合わせて氷を作ったり熱いお茶を入れたり、湯気で曇ったガラスを見つけたりする。2002年度第3回「水もお湯も同じもの？のまき」の内容と類似。

ピタゴラジョンマーチ（2003年度）
- 作詞・作曲 - パラダイス山元
- 編曲 - テディ熊谷
- 歌 - ピタ・ゴラ（星河舞・西村朋紘）
  - そのまんま「マーチ」かと思いきや、ひとつのことについての、程度での名称の違いも絡めたうた（例・人に対して「かおなじみ（顔馴染み）」「みずしらず（見ず知らず）」「（顔だけ知っているのは）かおみしり（顔見知り）」）。

んがなくちゃ、いか（2003年度）
- 作詞 - もりちよこ
- 作曲 - 小杉保夫
- 歌 - ピタ・ゴラ（星河舞・西村朋紘）
  - 言葉からある文字（「ここでは「ん」）を抜くと全然別の意味になる対比のうた（例：「あんまん（餡まん）」<>「あま（尼、海女）」）。

ぞうのあしおと係（2004年度）
- 作詞 - 佐藤雅彦、内野真澄
- 作曲 - 栗原正己
- 歌 - 知久寿焼
  - 音響効果を果たす楽器を紹介（例：象の足音係はチューバ、その後に、シジミ→カスタネット、ヘビ→ヴァイオリン、ウサギ→シロフォンと続く）。

ピタゴラそうち41番の歌（2004年度）
- 作詞 - 佐藤雅彦・内野真澄
- 作曲 - 栗原正己
- 歌 - 日下好明
  - 2004年当時、ピタゴラ装置の中で最長だった41番の作品に歌をつけたもの。

つながりうた もりのおく（2005年度）
- 作詞 - 佐藤雅彦・内野真澄
- 作曲・歌 - 桜井秀俊
  - 森の小屋に住むクマの家族の日常を描く。小節毎に分けられた歌詞がしりとりのように繋がっている（一部2文字続きの歌詞もある）。

フレーミーのうた（2005年度）
- 作詞 - 佐藤雅彦・内野真澄
- 作曲 - 渋谷毅
- 歌 - 井上順
  - 通常放送時のBGM（インストゥルメンタル）に歌詞を載せた。

いたちのたぬき（2006年度）
- 作詞 - 佐藤雅彦・内野真澄
- 作曲・歌 - 栗原正己
- アニメーション 植田美緒
  - 数字が答えとなる言葉遊びを歌詞にした。「いたちのたぬき」は「いたち」から「た」を抜く（たぬき）と「1（いち）」など。

オノマトペのうた（2007年度）
- 作詞・アニメーション - 内野真澄・植田美緒
- 作曲・歌 - 栗原正己
  - オノマトペ（擬音語・擬態語）ばかりを並べる。最初に、オノマトペの文字のみが画面に表れ、一通り終わった後、再び歌を繰り返しながら絵が加わり、どんな動きがオノマトペになっているかが明らかになるという内容。

スーのうた（2009年2月18日初放送）
- 作詞 - 内野真澄・佐藤雅彦
- 作曲・歌 - 栗原正己
- コーラス - 杉並児童合唱団
- 台詞 - スー（うえだゆうじ）、ピタ（星河舞）、ゴラ（西村朋紘）
  - スーを紹介する。気が利き、働き者で休まない、そしてたまに風邪をひくが、元気になればまた大活躍、そしてガンコ者（「ねずみですが丑年生まれでスー」などのセリフが入る）。

なぞなぞうた いたちのたぬき2（2009年度）
- 作詞 - 内野真澄
- 作曲・歌 - 栗原正己
- アニメーション - 植田美緒
  - 「いたちのたぬき」に2年ぶりに新しい歌詞を追加した第2弾。ほかに「3」の歌詞を「さんまのまぬけ」から「さんまのまつり」に変更した。

パパ ママ ぼく、 いぬ ネコ ぞう（2009年10月21日初放送）
- 作詞 - 石川将也・内野真澄
- 作曲・歌 - 栗原正己
  - 「パパ」「ママ」「ぼく」「いぬ」「ネコ」「ぞう」を5-6回繰り返す歌詞。映像では、「パパ」「ママ」「ぼく」「いぬ」「ネコ」「ぞう」の顔、食べ物、足跡、仕事、赤ちゃんの時の顔、寝ている時（「パパ」は寝る前）が登場した。

こたつたこ（2009年度）
- 作詞・作曲 - 内野真澄
- 歌・編曲 - 栗原正己
- アニメーション - 植田美緒
  - 歌詞は5文字の回文である。こたつたこ、いかとかい（イカと貝）、くらげらく（クラゲ楽）など）。

こたつたこ2（2010年度）
- 作詞・作曲 - 内野真澄
- 歌・編曲 - 栗原正己
- アニメーション - 植田美緒
  - 「こたつたこ」に、新しい歌詞を加えたバージョン。

みんなでつくるこたつたこ（2010年度）
- 作詞・作曲 - 内野真澄
- 歌・編曲 栗原正己
- アニメーション - 植田美緒
- ナレーション - 宮岡和寛
  - 「こたつたこ」に、一般公募による新しい歌詞を加えたバージョン。募集と発表は「その1」から「その4」にかけて4回行われた。

わしがイッチの唄
- 作詞 - 内野真澄
- 作曲 - 栗原正己
- 歌 - 百科おじさん（車だん吉）
  - 番組タイトルの「ピタゴラスイッチ」と登場人物名の「ピタ、ゴラ、スー、イッチ」の関係を説明する歌。

ぼてじんの唄
- 作詞 - 内野真澄
- 作曲 - 栗原正己
- アニメーション - うえ田みお
- 歌 - フットボールアワー（岩尾望・後藤輝基）
  - ぼてじんの紹介の歌。ぼてじんの性質、ともだち（いぬてん・いえてん）、毛虫が苦手なことを紹介する。

ぴきひきびきの歌
- 歌 - 栗原正己
  - ものを数えるときの助数詞に、数によって濁音や半濁音がつくことを教える。カエルのキャラクターが飛び込み台から池へ飛び込む。

ぽんほんぼんの歌
- 歌 - 栗原正己
  - 「ぴきひきびきの歌」の続編。助数詞の歌で、ニンジンのキャラクターがシャワーで泥を洗い木箱に入る。

ねじねじの歌
- 歌 - 栗原正己
  - 鳥小屋などに使われる金網の作り方を歌う歌。曲名の由来は原料の針金を「ねじねじ」して作ることから。特番「大人のピタゴラスイッチ ちょいむず」で先行放送。

新しい生物の歌
- 作詞 - 佐藤雅彦、内野真澄
- 作曲 - 栗原正己
- 編曲 - 上柴はじめ
- 歌 - 角田信朗
- 語り - 小野卓司
- アニメーション - ユーフラテス
  - 「新しい生物」のうちの「ケシゴムザウルス」「ストロケラプス」「ワゴムヌス」「ボルトノドン」「カクザザトン」「フセンヌス」を歌で紹介する。

ビーバーのダム
- 歌 - 栗原正己
- 作詞 - 内野真澄、佐藤雅彦
- 作曲 - 内野真澄、栗原正己
  - ビーバーの作るダムについて、映像に合わせて歌が流れる。本編後に「ビーバーミニ解説」と題してビーバーに関する補足説明を流す場合がある。

デジタルウォーク
- 歌・作曲 - 栗原正己
- 作詞 - 内野真澄、佐藤雅彦
  - 「大人のピタゴラスイッチ デジむず」で先行放送。動画を1秒ごとに区切って静止画にしたものを、繋いで早回して見せる。歩いている人や犬が地面を滑って見える。情報を連続的に扱う「アナログ」と離散的に処理する「デジタル」の違いを視覚的に表す。歌詞は3番まであるが、放送回によっては3番のみカットされることがある。

対応の歌
- 歌・作曲 - 栗原正己
- 作詞 - 内野真澄、佐藤雅彦
  - 「大人のピタゴラスイッチ デジむず」で先行放送。みかんはEテレ0655&2355の「みかんをむくのはどっちから？」、カラスは考えるカラス〜科学の考え方〜から出典。みかんのへたをめくったときの筋の数と中身の房の数や、出席している幼稚園児の数と靴箱にある靴の数など、1対1対応を説明する。

がんばれ！装置153番のマーチ
- 歌 - デーモン閣下
- 作詞 - 内野真澄、佐藤雅彦
- 作曲 - 内野真澄、栗原正己
  - 2015年1月2日の「大人のピタゴラスイッチ 数ピタ!たのしい数学」で先行放送。うまく作動せずNGを繰り返した153番のピタゴラ装置が、最後に54テイク目で成功するところまでを歌でたどる。

ピタゴラフィニッシュのうた
- 作詞 - うえ田みお
- 作曲 - 栗原正己
- 歌 - 装置チーム選抜隊
  - 2015年8月の「ピタゴラ装置 大解説スペシャル～前半戦～」で先行放送。「わしがイッチの唄」の別バージョン。前述の理由上、オチの部分で番組のサウンドロゴを用いる。

針金ハンガーの歌
- 歌 - 栗原正己
  - 2015年8月の「ピタゴラ装置 大解説スペシャル～後半戦～」で先行放送。針金ハンガーが工場で製造される過程に合わせた歌詞がついている。放送回によっては検査の工程などが歌われる後半が省略する場合がある。

みえみえみえの歌
- 歌 - 栗原正己
  - 2016年1月2日の「大人のピタゴラスイッチ」でエンディング曲として先行放送。普通なら見えない空気や、外からは見えないホースの中の水やチューブ滑り台の中の子供、地面の下を動くプレーリードッグ、地下鉄（丸ノ内線）を矢印でたどる[注 18]。

まきじゃくのジャックの歌
- 作詞・作曲 - 堀江由朗、内野真澄、佐藤雅彦
- 歌 - 堀江由朗、まきじゃく合唱団
- アニメーション - 永迫志乃、石川将也
  - 「まきじゃくのジャック」のテーマソング。ジャックの全長や体重、磁石に付く性質などが紹介される。一部シーンでトンカッチが登場する。

10本アニメ音頭
- 作詞 - 内野真澄、うえ田みお
- 作曲 - 栗原正己
- 歌 - 三山ひろし
- 合いの手 - 10本合唱団
  - 民謡風にアレンジされた10本アニメのテーマソングで1～6番まである。もともと「10本アニメスペシャル」のエンディングで使用されたもの。

どうして ○○ みんな おなじ向き？
- 作詞 - うえ田みお
- 歌・作曲 - 栗原正己
  - 動物（ミーアキャット、チンアナゴ、ハト）の群れや豆苗の伸び方などが同じ向きを向く理由について説明した歌。

クッキー型の型のうた
- 作詞 - 石川将也、佐藤雅彦、内野真澄
- 作曲・歌 - 栗原正己
- ナレーション - 徳田章
  - クッキーの生地を抜き型で作る様子に続いて抜き型の製造工程を流し、クッキー型も「型」があり作られている過程を説明する。同じ形のたくさんのものには型があることを説明する。冒頭で「クッキー型のうた」が曲名として表示されるが、ラストに上記の曲名が表示される。

ハキリアリの行進
- 作詞 - 内野真澄、佐藤匡
- 作曲 - 栗原正己
- 歌 - サンドウィッチマン
  - ハキリアリの生態について説明する。歌詞は2番まで存在し、1番と2番のどちらかワンコーラスが流れるが、「やくわりをわけてばっちりスペシャル」（2020年6月6日）ではフルバージョンで放送され、歌詞テロップが新規に追加された。

ほんとはもっとおおきいぞ
- 作詞 - 米本弘史
- 作曲 - 栗原正己
- 歌 - ナイツ（塙宣之・土屋伸之）
  - トイレットペーパー、スポンジ、カステラなどの品物が、製造時は大きなサイズから小さく切り分けられていることを説明する。

くものすのプログラム
- 作 - 貝塚智子
- 歌 - 栗原正己
- アニメーション - 村本咲
  - 「ピタゴラミングスイッチ」で先行放送。クモが巣作りをする様子をプログラミング的観点から詳細に解説する。冒頭にアニメーションでクモの営巣を補足説明する。

石庭のうた
- 歌 - 栗原正己
  - 「ピタゴラミングスイッチ3」で先行放送。コーナー「どんなじゅんばんでかさなっている？」で紹介されている石庭をつくる方法を説明する。

パーツフィーダーのうた
- 歌 - 栗原正己
  - 「ピタゴラとくばん 失敗にへこたれるなスイッチ」で先行放送。パーツフィーダーに乗ったネジが、正しい向きで通過できるまでのストーリーを歌にした。

ピタゴラ装置を準備する装置2
- 作曲 - 栗原正己
  - 歌手は不明。メロディは「ピタゴラそうち41番の歌」の流用。

バナナのバ
- 2024年7月24日放送回で初放送。作詞・作曲・歌などのテロップは一切表示されない。東京芸術大学の佐藤研の卒業生二人が作曲と歌唱を担当している。

#### 『ビーだま・ビーすけ』シリーズ
ストーリーが存在するピタゴラ装置。ビー玉の3兄弟が主人公で、長男は緑色のビータ、次男は赤色のビーすけ、三男は黄色のビーゴロー。この三人が、敵の黒玉軍から逃げることがシリーズの内容。2018年7月28日に『ビーだま・ビーすけの大冒険スペシャル!』が放送され、これまでの3作が再放送された後に4作目である『～完結編～ 黒玉軍の野望』を初放送。これでストーリーは完結したが、2025年1月3日に『ピタゴラスイッチ特大号こうすると→わかる』で7年ぶりに新作を放送した。
1. ビーだま・ビーすけの大冒険
  - 歌 - 浜崎貴司、ピタゴラ少年少女合唱団
    - 2015年8月4日の『ピタゴラ装置 大解説スペシャル～前半戦～』で初放送。敵の一味に兄弟のビータとビーゴローを攫われたビーすけが救出のため敵の陣地に単身乗り込む。ナレーション（声 - 佐藤匡）が無線でビーすけに陣地の情報を与えている。
2. ビーすけを救え! ビーだま兄弟の大冒険
  - 歌 - 浜崎貴司、ピタゴラ少年少女合唱団
    - 2017年1月2日の『大人のピタゴラスイッチ ピーマンとハトと数学』で初放送。前作の拉致事件により心に傷を負ったビータとビーゴローのために「勇気の出るドングリ」を探しに森へ向かったビーすけが敵に捕まってしまう。事態を知ったビータとビーゴローは彼の救出に立ち向かう。
3. 一時休戦 ビーすけと黒玉王子の大脱出
  - 歌 - 浜崎貴司、ピタゴラ少年少女合唱団
  - 語り - パトリック・ハーラン
    - 2018年1月1日の『大人のピタゴラスイッチ 想像力としかくい穴』で初放送。暗黒の谷に迷い込んだビーすけと黒玉軍の王子が協力して谷を脱出する。
4. ビーだま・ビーすけの大冒険～完結編～　黒玉軍の野望
  - 歌 - 浜崎貴司、ピタゴラ少年少女合唱団
    - 2018年7月28日の『ビーだま・ビーすけの大冒険スペシャル!』で初放送。過去3作に新規のサイドストーリーを追加したシリーズの総集編にあたり、黒玉軍（声：早川諄）がビーだま兄弟を幾度と無く襲うようになった経緯にスポットを当てている。黒玉軍らによるピタゴラ装置も登場する。
5. 黒玉王子の大冒険
  - 歌 - 浜崎貴司、ピタゴラ少年少女合唱団
    - 2025年1月3日の『ピタゴラスイッチ特大号こうすると→わかる』で初放送。完結編からしばらくたった後、平和に暮らしていたビー玉兄弟だったが、ある日、最近勢力を伸ばしているトゲトゲ軍が現れ、3人はトゲトゲ軍に攫われしまう。事態を知った黒玉王子は黒玉王の反対を振り切り、3兄弟を救出するべく、トゲトゲ軍に立ち向かう。

## 特別番組

### 大人のピタゴラスイッチ
中学生以上を対象として、子どもには難しい概念や考え方を紹介する。百科おじさんと片桐仁（ラーメンズ）が登場する。
| 回 | 放送日       | サブタイトル                     | テーマ                 | 備考    |
| -- | ------------ | -------------------------------- | ---------------------- | ------- |
| 1  | 2013年1月2日 | 「ちょいむず」                   | アルゴリズム、レイヤー | [ 339 ] |
| 2  | 2013年1月3日 | 「かなりむず」                   | 機構、脳科学           | [ 339 ] |
| 3  | 2014年1月2日 | 「デジむず」                     | デジタル、対応         | [ 340 ] |
| 4  | 2015年1月2日 | 「数（すう）ピタ・たのしい数学」 | 数学                   | [ 341 ] |
| 5  | 2016年1月2日 | 「見えピタ！こうすれば見える」   | 可視化                 | [ 342 ] |
| 6  | 2017年1月2日 | 「ピーマンとハトと数学」         | 組み合わせ             | [ 343 ] |
| 7  | 2018年1月1日 | 「想像力としかくい穴」           | 想像力                 | [ 344 ] |

### ピタゴラミングスイッチ
プログラミング能力を育む問題に挑戦する番組。
| 回 | 放送日        | タイトル                | 備考 |
| -- | ------------- | ----------------------- | ---- |
| 1  | 2021年3月30日 | ピタゴラミングスイッチ  |      |
| 2  | 2021年11月3日 | ピタゴラミングスイッチ2 |      |
| 3  | 2022年9月24日 | ピタゴラミングスイッチ3 |      |
| 4  | 2023年8月1日  | ピタゴラミングスイッチ4 |      |
| 5  | 2024年8月23日 | ピタゴラミングスイッチ5 |      |

## 受賞歴
2003年に「第25回 みかたをかえてみる」が第30回日本賞「子ども番組の部」で最優秀賞（総務大臣賞）を受賞。
この「第25回 みかたをかえてみる」は、ミュンヘンで開催された「プリ・ジュネス2004」で「6歳までのノンフィクション部門」最優秀賞を受賞した。
2018年には「プリ・ジュネス2018」で「ビーだま・ビーすけの大冒険スペシャル！ ～黒玉軍に気をつけろ～」が「6歳までのフィクション部門」最優秀賞を受賞している。

## スタッフ
- 人形操演 - しみずひかる・島村真弓・多田順子・高橋奈巳・高椋士門・沼舘千佳子
- ナレーション - 徳田章
- 音楽 - 栗原正己
- ピタゴラ装置 - 慶応義塾大学 佐藤雅彦研究室→ユーフラテス
- 総合指導 - 佐藤雅彦・内野真澄
- 制作 - NHKエデュケーショナル
- 制作・著作 - NHK

## パロディ
- おはスタ第1部ムッシータウン（テレビ東京）内のコーナーで当番組の仕掛けをまねして、朝ごはんを食べたい仕掛けに。開発・出演は、くまだまさし。
- FNS地球特捜隊ダイバスター - ゴール地点でパチンコ玉が足の爪に落ちる「イタゴラスイッチ」（玉が当たると痛いので）、ゴール地点で蚊取り線香の灰が足の甲に落ちる「アツゴラスイッチ」（灰が落ちると熱いので）が放送された。
- ピラメキーノ 大人の喜ばせ方講座（テレビ東京）- ピタゴラ装置は登場しないが、コーナーロゴや音楽、演出などが「ピタゴラスイッチ」と似ている。
- べるぜバブ - 主人公・男鹿辰巳の必殺技に「お父さんスイッチ」がある。本家同様「お父さんスイッチ い」などと叫ぶ。空き箱に文字5つが書かれた箱は登場しない。
- はねるのトびら（フジテレビ）- 塚っちゃんスイッチ
- トリビアの泉（フジテレビ）- 2010年2月27日放送の特番で、司会の高橋克実がピタゴラ装置のギネス世界記録を持っている事が発表された。高橋はギネス記録に挑戦していたグループの現場に偶然に居合わせた。その際にピタゴラ装置のVTRが流れたが、最後のロゴが『ピタゴラスイッチ』ではなく『トリビア』になっていた。
- 伊集院光 深夜の馬鹿力（TBSラジオ）- 不運の連続がまるでピタゴラ装置のような体験を投稿する「イタゴラスイッチ」というコーナーがある。
- 魔界戦記ディスガイア4 - 武器形態プリニーの攻撃の一つにピタゴラ装置をオマージュがある。
- 世界の果てまでイッテQ!（日本テレビ）-「ピタデガワスイッチ」と称して、出川哲朗や河北麻友子らが人間カラクリ装置に挑戦する内容[350][351][352]。
- オドロキ見たいテレビ びっくりぃむ（テレビ朝日）- 連動マシンで芸能人をドッキリにかける「ピタゴラどっきり」というコーナーがある。OPは当番組OPのパロディ[353]。
- タイムボカン24（読売テレビ） - 第15話「ピタゴラスは○○の天才だった!」で、ピタゴラスの「真歴史」が「からくり名人」という事になっており、連動マシンを使用したパロディが登場。BGMも当番組OPを流用。
- 99.9-刑事専門弁護士-（TBS）- 第6話で片桐仁[注 19]が演じる明石が誤って転倒した際にBGMが流れた。
- 超かわいい映像連発!どうぶつピース!! （テレビ東京）- 過去にアニマルからくり装置という企画があった。第2回までは犬しか出なかったが第3回では他の動物も登場した。第3回の後、しばらくピタゴラ装置の企画は無かったが、2021年11月18日の放送回で第4回ではピタゴラスイッチのBGMが使われた。
- ザ!鉄腕!DASH!!（日本テレビ）- 夏にからくり流しそうめんという企画がある。途中にピタゴラ装置を使っている。
- あさチャン!（TBS）『ぐでたまさんぽ』- 山口県編で鳥居に賽銭箱が神社を紹介。ぐでたまが転がって最後に鳥居から『ぐでたま』の垂れ幕が出て終了。BGMも本家に似せているものであった。
- 妖怪ウォッチ♪『ヨウカイスイッチ』- ウィスパー（CV:関智一）が起こした何らかの行動がトリガーとなり、ジバニャン（CV:小桜エツコ）の声で「ヨウカイスイッチ」のコールがかかり、妖怪たちによるトラブルの連鎖がスタートする。ウィスパーがオチを担当する場合と、最後まで気づかずにコーナーが終了する場合がある。
- 翔んで埼玉（東映） - 2019年公開の映画。鶏が卵（無精卵）を産み、最終的に割れて目玉焼きになるシーンでピタゴラ装置を使用。
- 有吉の壁 - テレビ70年でNHKとコラボした際にチョコレートプラネットが『グダグダスイッチ』、トム・ブラウンがNHK放送センターの喫茶室で『ピタ！タコライス位置』として当番組をベースにしたネタが披露された[注 20][354]。
- ダウンタウンのガキの使いやあらへんで!（日本テレビ） -『ピタゴラ ヒトッシ』7年ぶりの対決&罰ゲーム「チョロQアンルーレット」で松本人志が敗北し、21年ぶりに早朝罰ゲームが執行されることになり、視聴者に罰ゲームの募集をしたところ、多数の応募により、この番組をベースに罰ゲームが執行された。各所には「金タライ」「スネ竹刀」「裸パイバズーカ」といった順に2023年8月9日（関東ローカル）に執行されたが、放送時間内に収まらなかった[注 21][355][356]。

## 関連映像作品・書籍

### 書籍
- NHKピタゴラスイッチアルゴリズムたいそう―おまけおとうさんスイッチ（2003年2月 日本放送出版協会 ISBN 9784144071263）
  - おどりかた図解（モデルはいつもここから）。イラストでおとうさんスイッチの紹介も。
- ピタゴラブック（1）ぴったりはまるの本（2006年10月 ポプラ社 ISBN 9784591094709）
  - 身近なもののシルエットとひとことヒント。そこから元の物体が何かを想像する。しっかりした厚手の紙の本なので、持ち歩いて実際に「はめて」みよう。
- ピタゴラブック（2）フレーミーとそうじき（2006年11月 ポプラ社 ISBN 9784591094945）
  - フレーミーがそうじきを嫌いな理由。なるほど。
- ピタゴラブック（3）フレーミーともぐら（2007年4月 ポプラ社 ISBN 9784591097663)
  - ほうこうおんちのもぐら親子のおはなし。
- ピタゴラブック（4）フレーミーとのみのノミー（2007年12月 ポプラ社 ISBN 9784591100325）
  - 本放送のノミー登場分とほぼ同内容。世界一小さい（？）「のみBOOK」つき。
- ピタゴラブック（5）フレーミーのあかいえさいれ（2010年4月 ポプラ社 ISBN 9784591117873）
  - フレーミーのお気に入りの赤いえさ入れがある日…。フレーミーのオリジナル絵本。

### CD, DVD
いずれもDVDの発売元は小学館、販売元はポニーキャニオン。CDの発売・販売元はワーナーミュージック・ジャパン。
- NHKピタゴラスイッチ アルゴリズムたいそう&こうしん（2003年6月 ワーナーミュージック・ジャパン、ASIN: B000095YLG）
  - たいそう、こうしん共に練習バージョン（どちらかのカラオケ）やカラオケも含め全9曲収録。
- ピタゴラ装置DVDブック1（2006年12月 ISBN 978-4-09-480311-2、小学館/ポニーキャニオン、DVD規格品番:PCBE-52408）
  - 33点のピタゴラ装置の映像とその解説本。書店・DVDショップの双方で取り扱う。
- ピタゴラ装置DVDブック2（2007年4月 ISBN 978-4-09-480312-9、小学館/ポニーキャニオン、DVD規格品番:PCBE-52422）
  - 「ピタゴラ装置史上最長（販売元Webサイトより）」として知られる「ピタゴラ装置41番のうた」ほか、全32作品+試作風景を所収。
- ピタゴラ装置DVDブック3（2011年11月 ISBN 978-4-09-480314-3、小学館/ポニーキャニオン、DVD規格品番:PCBE-53758）
  - 「どうぶつ装置」ほか、全42作品+試作風景を所収。
- ピタゴラスイッチ こたつたこDVDブック（2010年4月 ISBN 978-4-09-726414-9、小学館）
- ピタゴラスイッチ うたのCD （2010年8月 ワーナーミュージック・ジャパン、ASIN: B003O6KBZ6）
  - 「ピタゴラスイッチ オープニングテーマ」ほか、全22作品
- ピタゴラ装置はこうして生まれる DVDブック・Blu-rayブック（2016年12月 ISBN 978-4-09-480357-0、小学館）
  - 2015年夏に放送された「ピタゴラ装置 大解説スペシャル! 前半戦・後半戦」と、ピタゴラ装置全36作品+特典映像を所収。
- ピタゴラじゃんけん装置 QRブック ピタの巻（2022年10月 ISBN 978-4-09-725189-7、小学館）
- ピタゴラじゃんけん装置 QRブック ゴラの巻（2022年10月 ISBN 978-4-09-725190-3、小学館）
  - ピタゴラじゃんけん装置の映像を各17作品ずつ所収。QRコードを読み取り、合言葉を入力することで映像を見られる。